# Egmontkasteel (Zottegem)

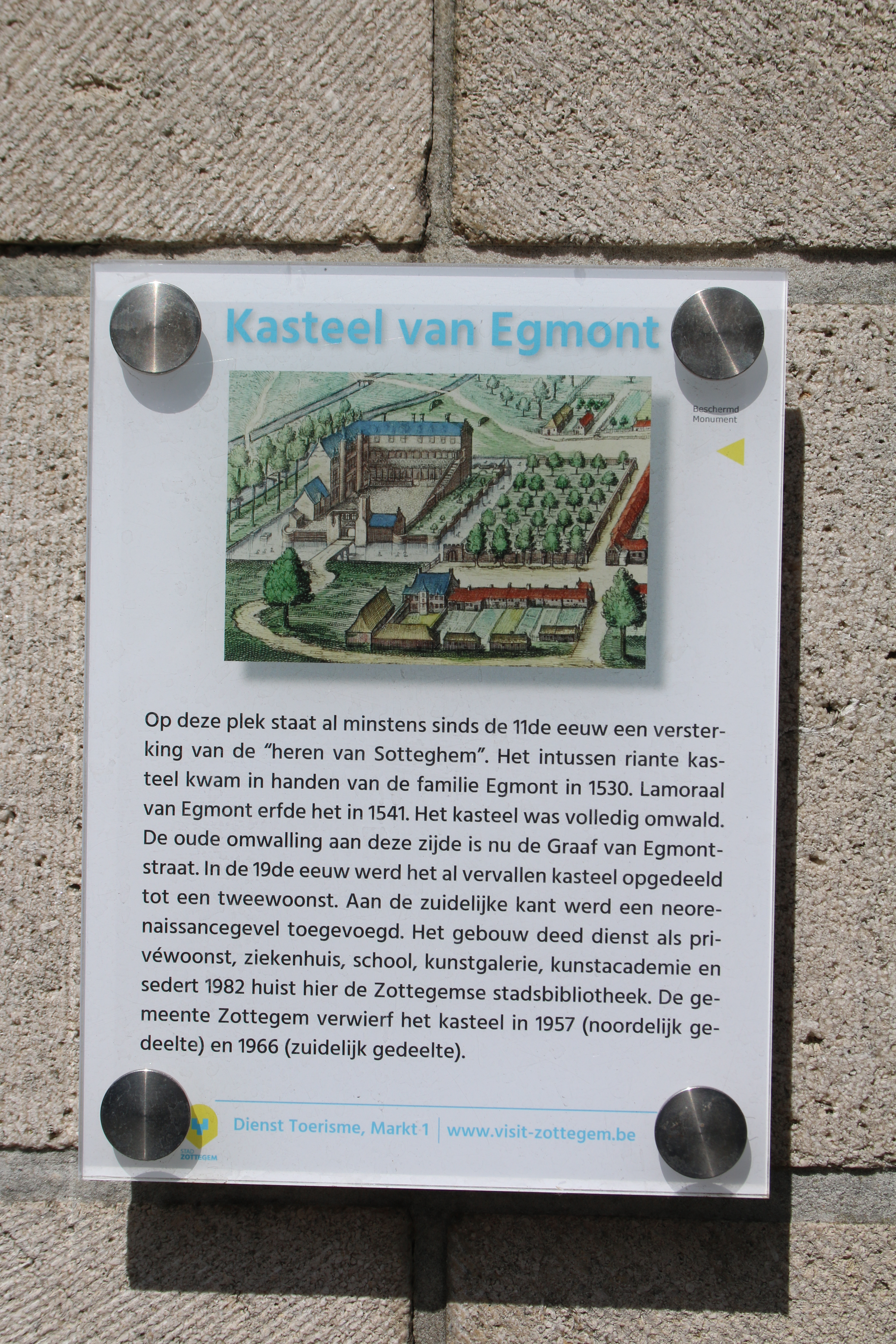
Infobord

Het Egmontkasteel of Kasteel van Egmont is een kasteel in het Egmontpark in de Belgische stad Zottegem. Het kasteel van de opeenvolgende Heren van Zottegem kent een bewogen geschiedenis die teruggaat tot de 11de eeuw. In de 16de eeuw kwam het kasteel in het bezit van Lamoraal van Egmont, de graaf die in 1568 onder Alva op bevel van Filips II onthoofd werd op de Brusselse Grote Markt. Op het einde van de 18de eeuw raakte het pand in verval en in de 19de eeuw werd het ingrijpend verbouwd. Het wordt sinds 1982 als Bibliotheek Zottegem gebruikt. Na de restauratie van het kasteel aan het  einde van de 20ste eeuw worden in de Ridderzaal burgerlijke huwelijken voltrokken, gemeenteraadszittingen gehouden, concerten en lezingen gegeven. In het kasteel werd ook al het LOSS Kunstenfestival georganiseerd. Van 2022 tot 2024 werd het Egmontkasteel opnieuw gerestaureerd. Het Egmontkasteel is een beschermd monument (het noordelijke deel sinds 1964; het zuidelijke deel, de walmuur, de brug en het Egmontpark sinds 1987).

## Geschiedenis

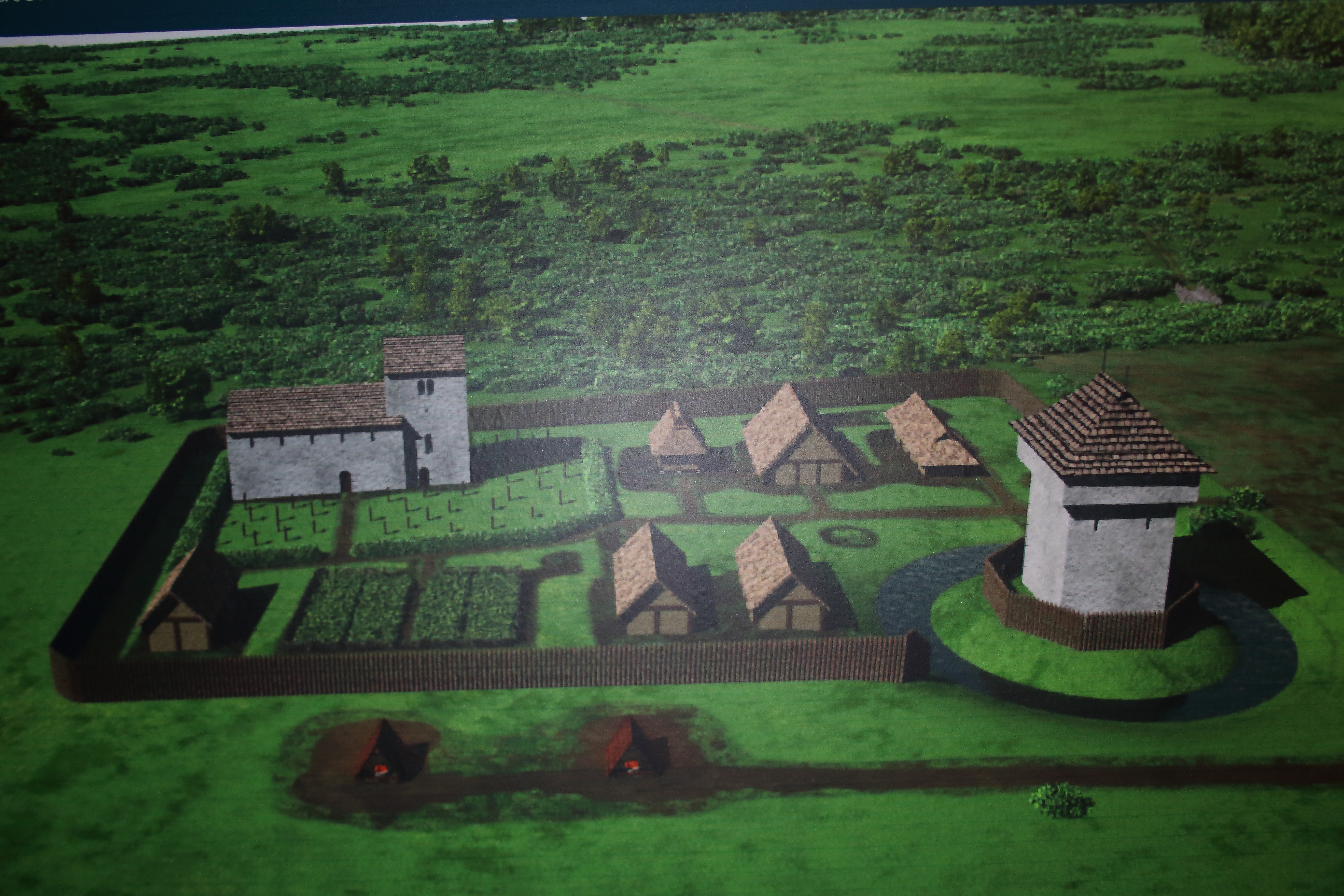
Reconstructie Egmontkasteel 12de eeuw met Romaanse zaalkerk (burchtkapel) en donjon

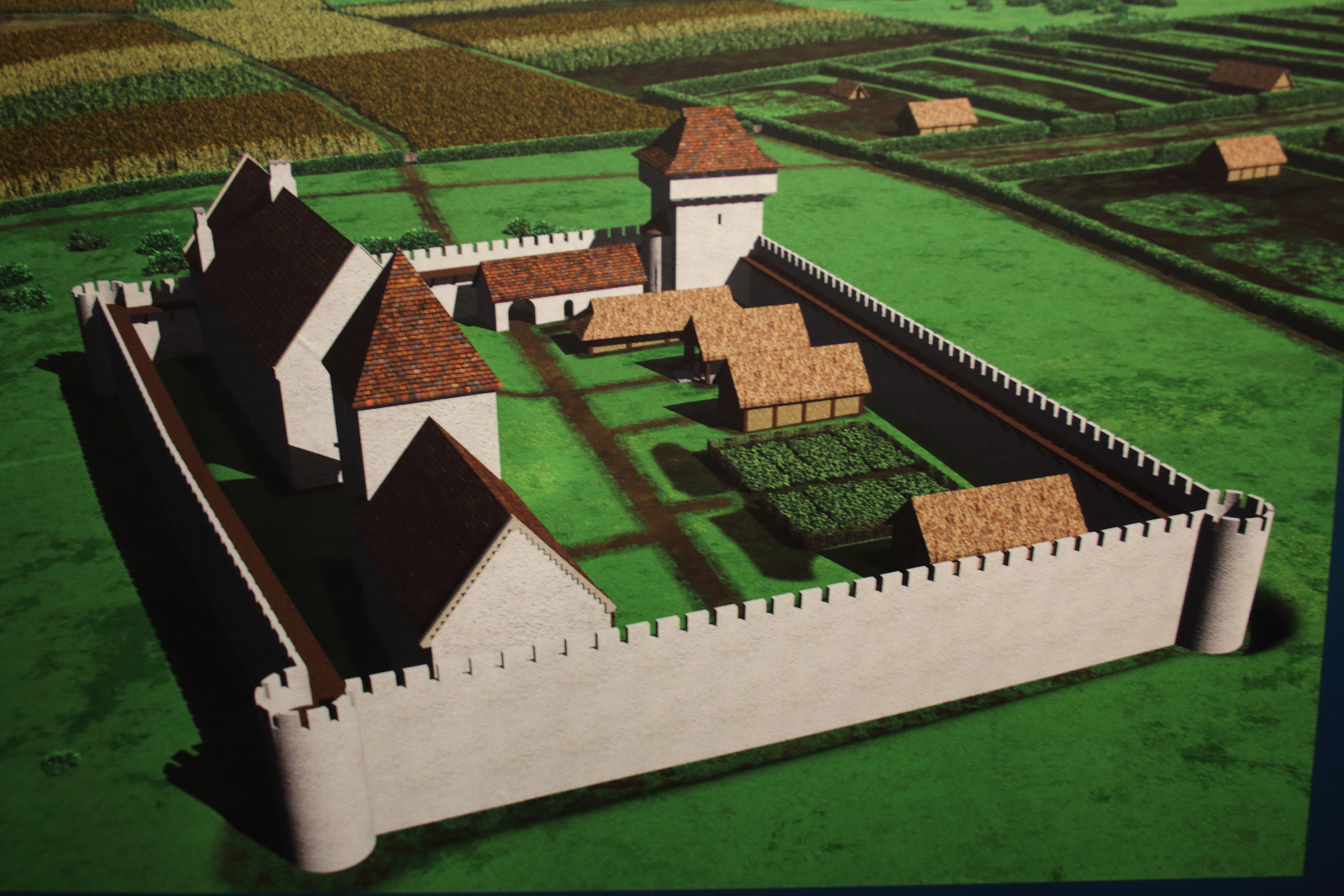
Reconstructie Egmontkasteel 14de eeuw

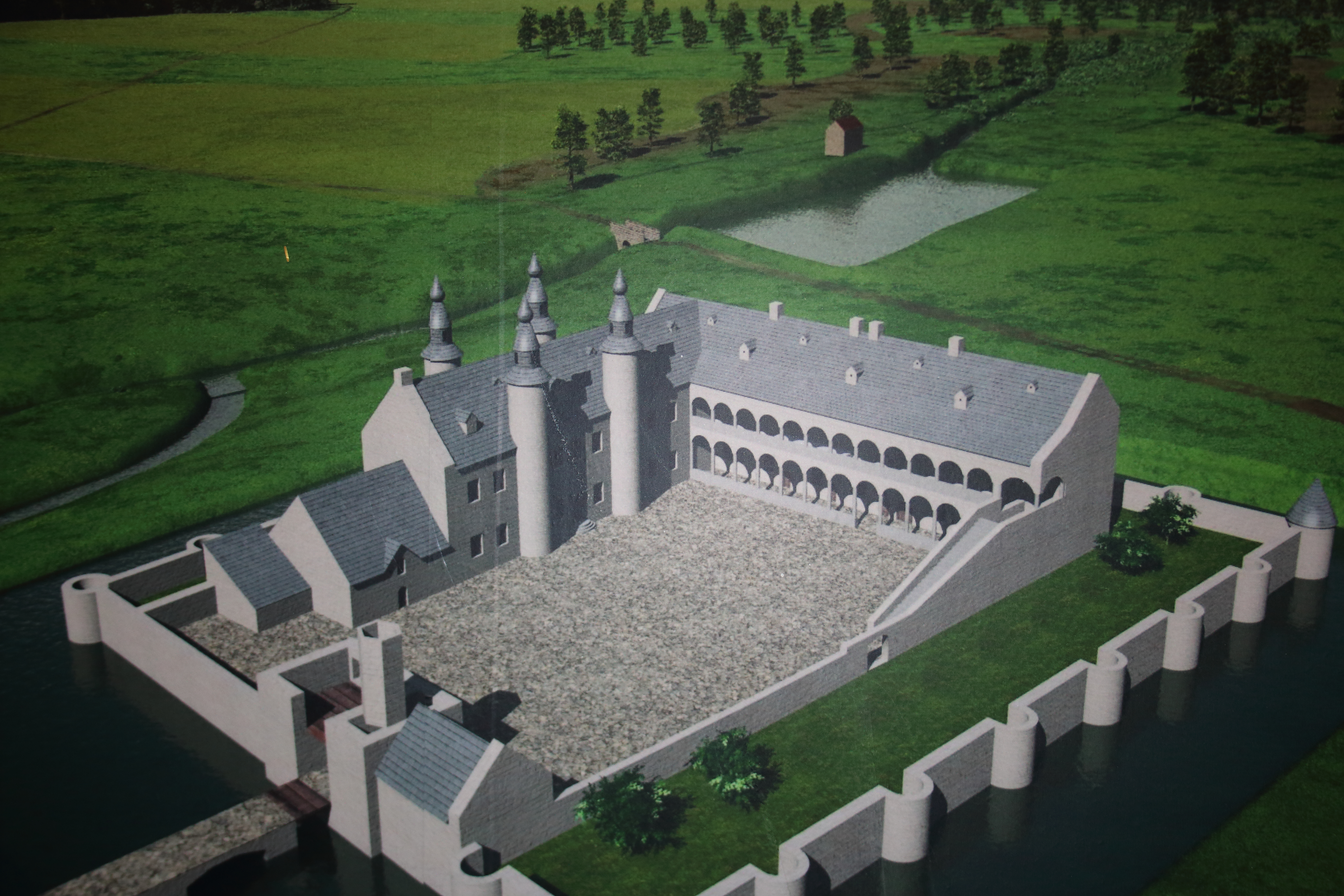
Reconstructie Egmontkasteel 17de eeuw als luxueus 'hof van plaisance'

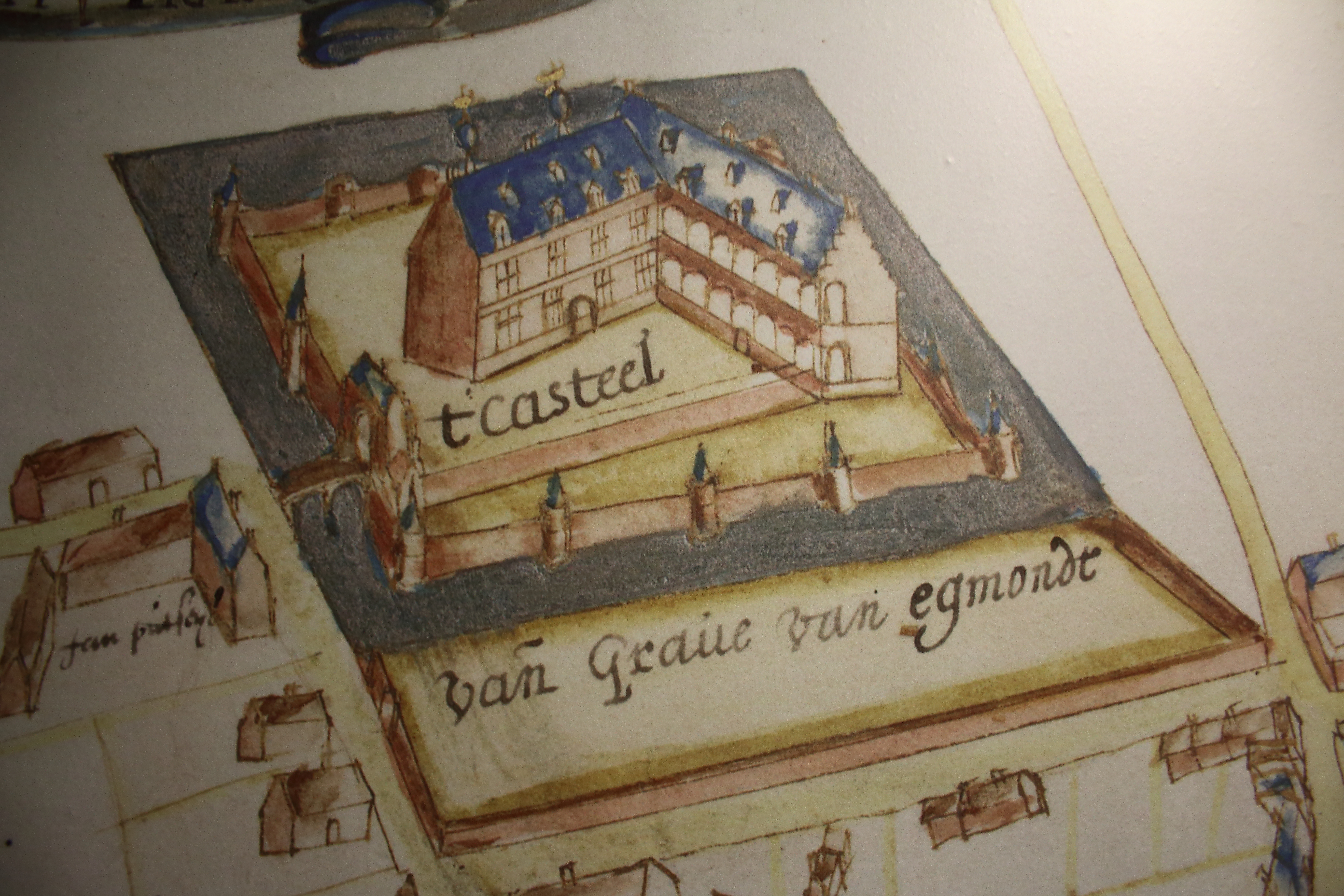
Het Egmontkasteel in 1629 op de kaart van de 'Vrijheid van Zottegem' door Philips De Dijn

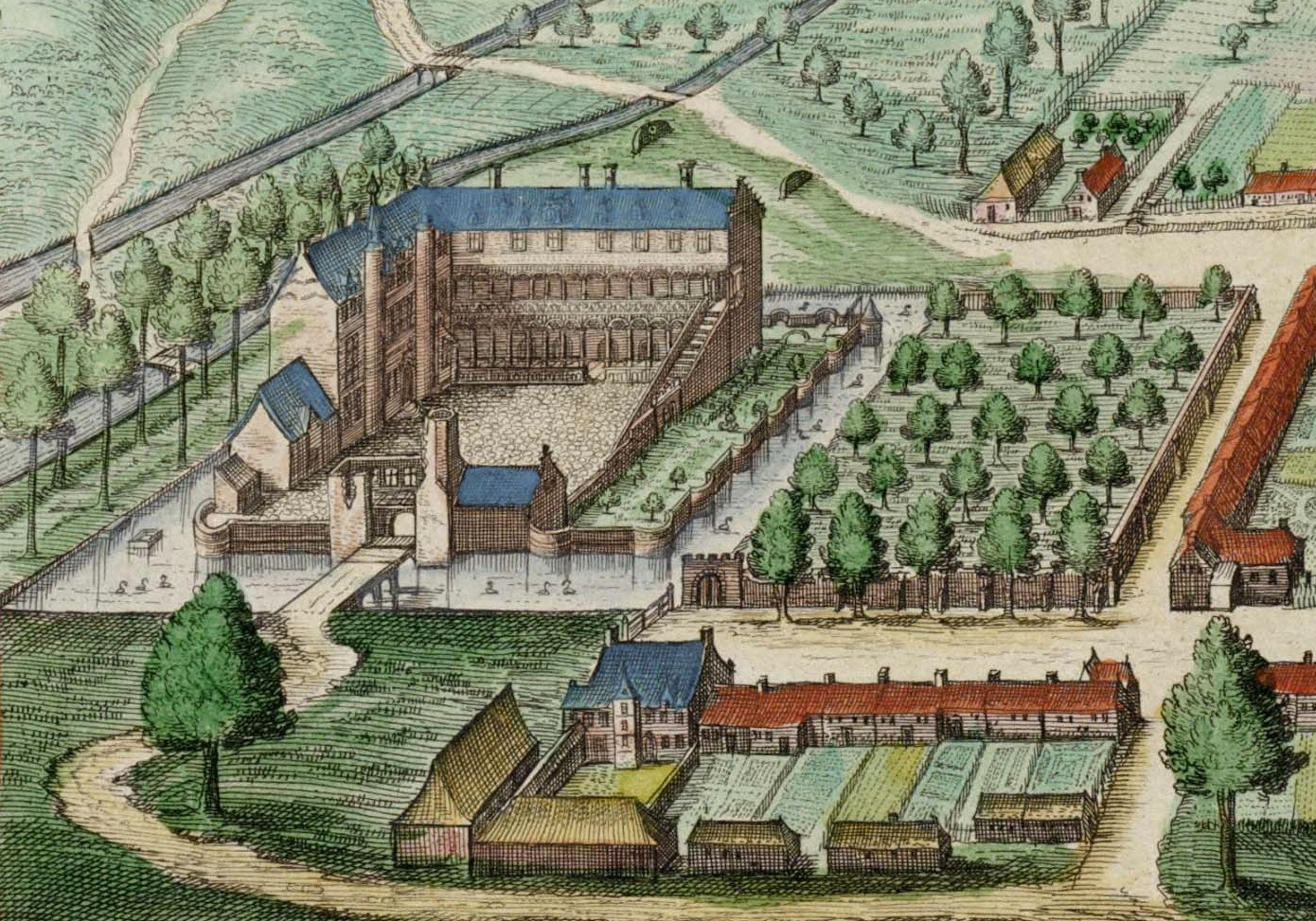
Het Egmontkasteel in de Flandria Illustrata van Sanderus uit 1641

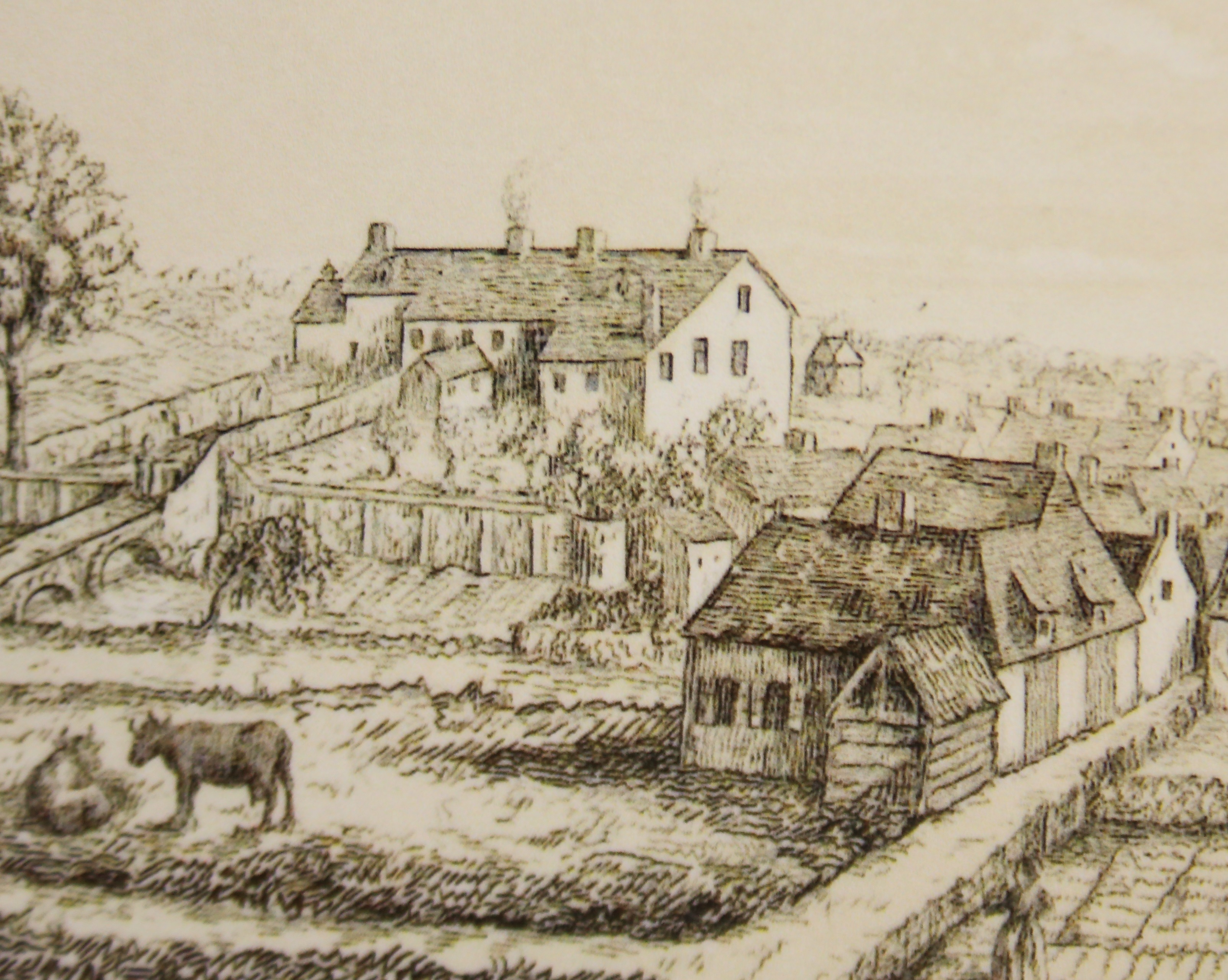
Het Egmontkasteel in 1853

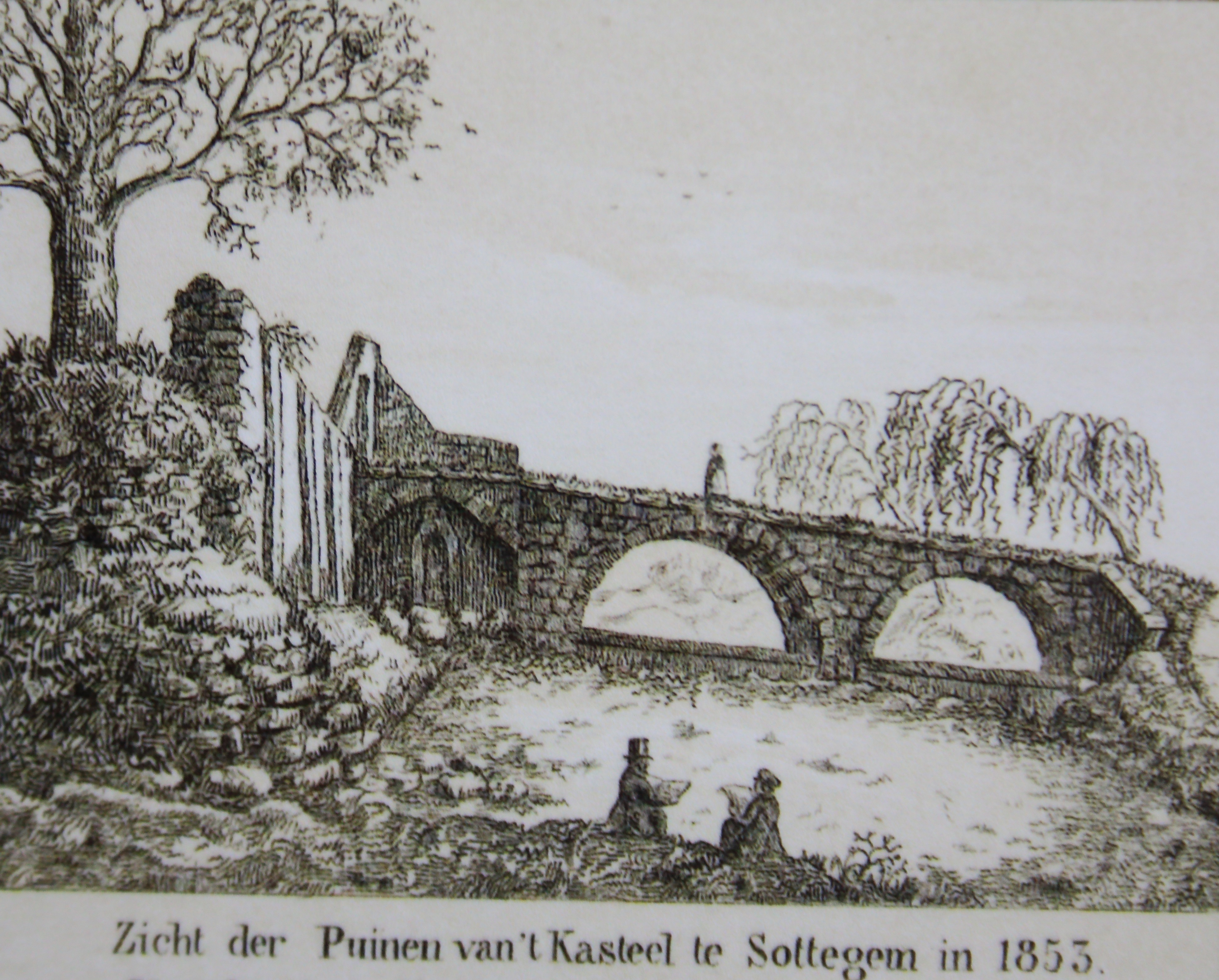
Brug van het Egmontkasteel in 1853

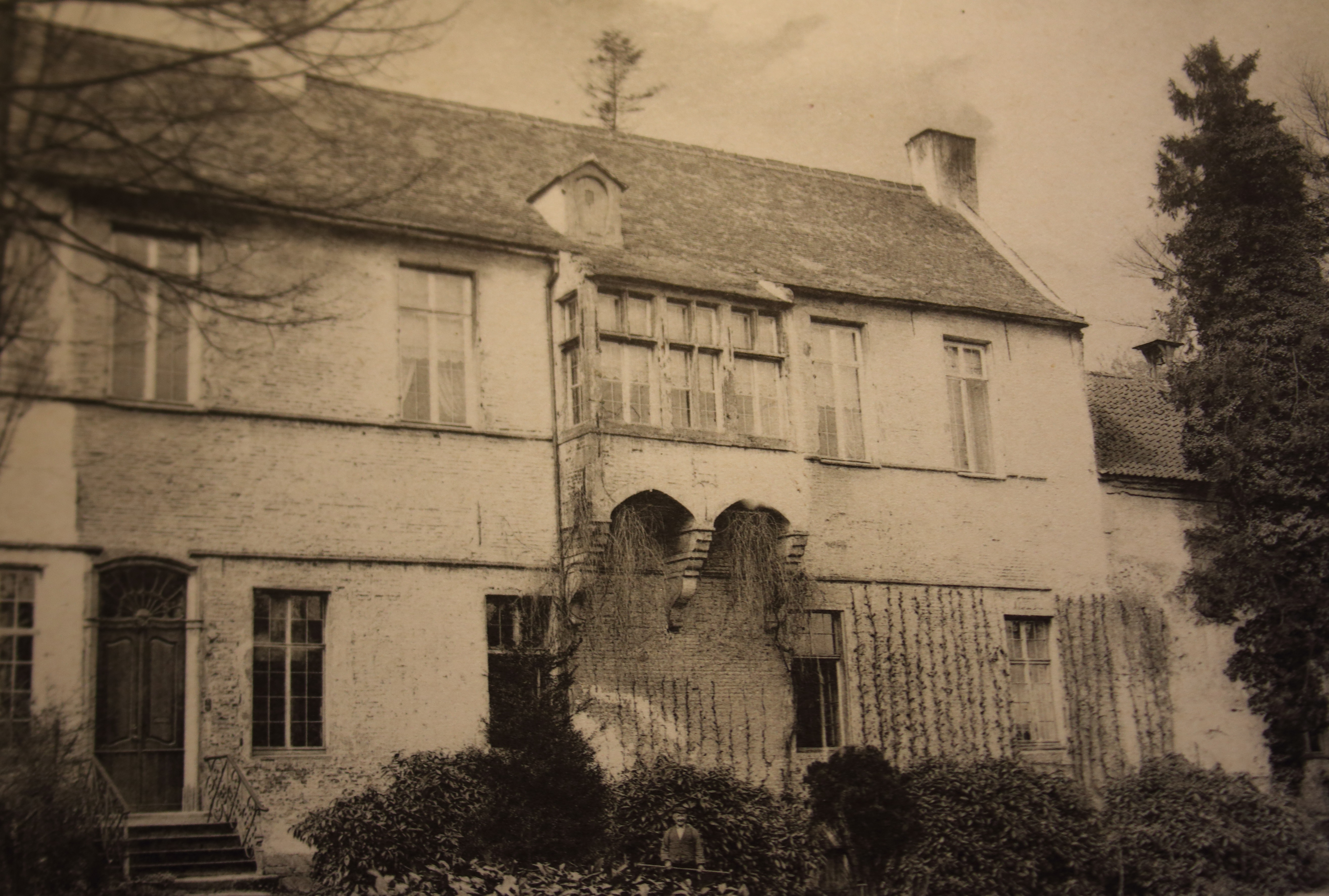
Oude prentbriefkaart Egmontkasteel begin 20e eeuw

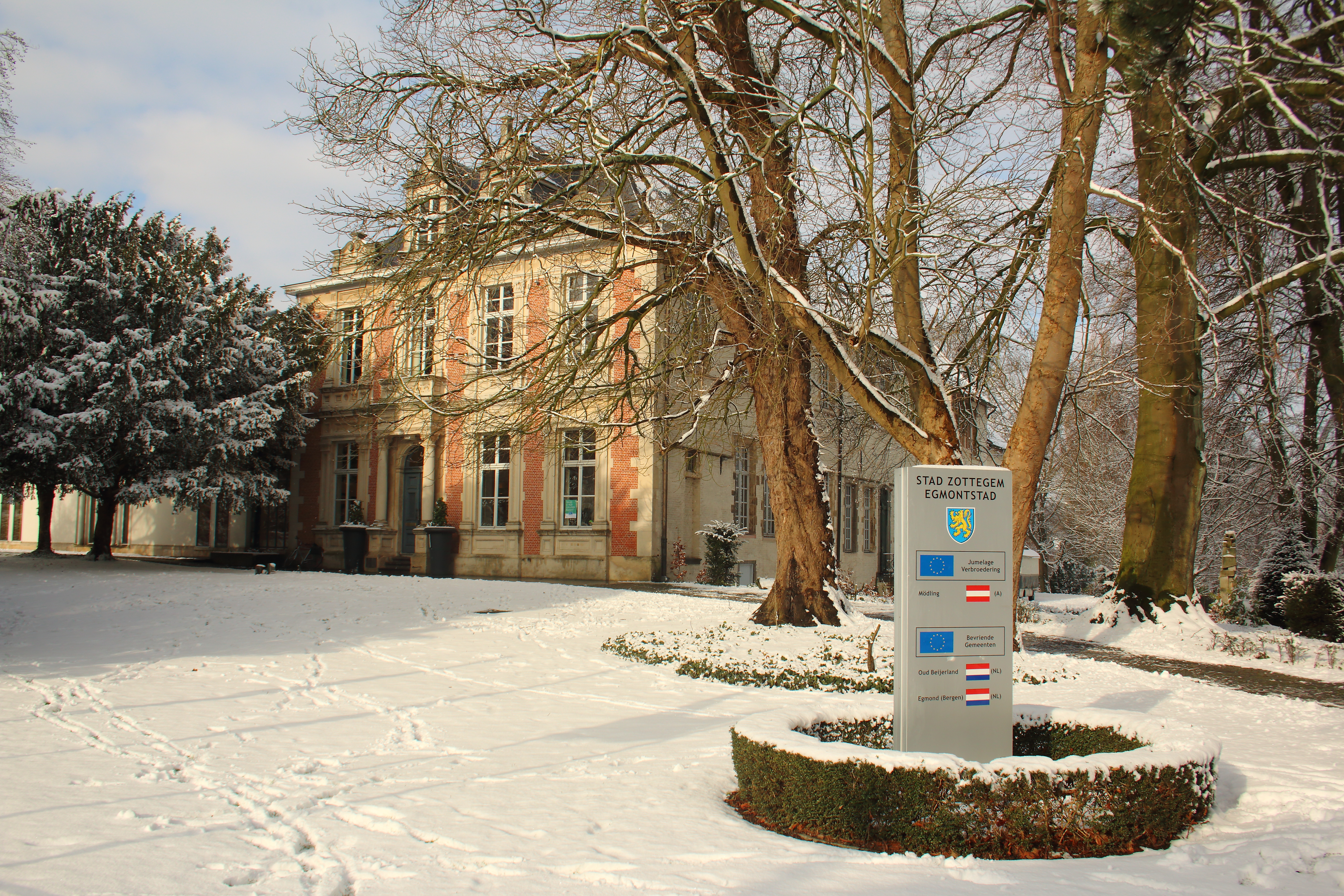
Het Egmontkasteel in 2019

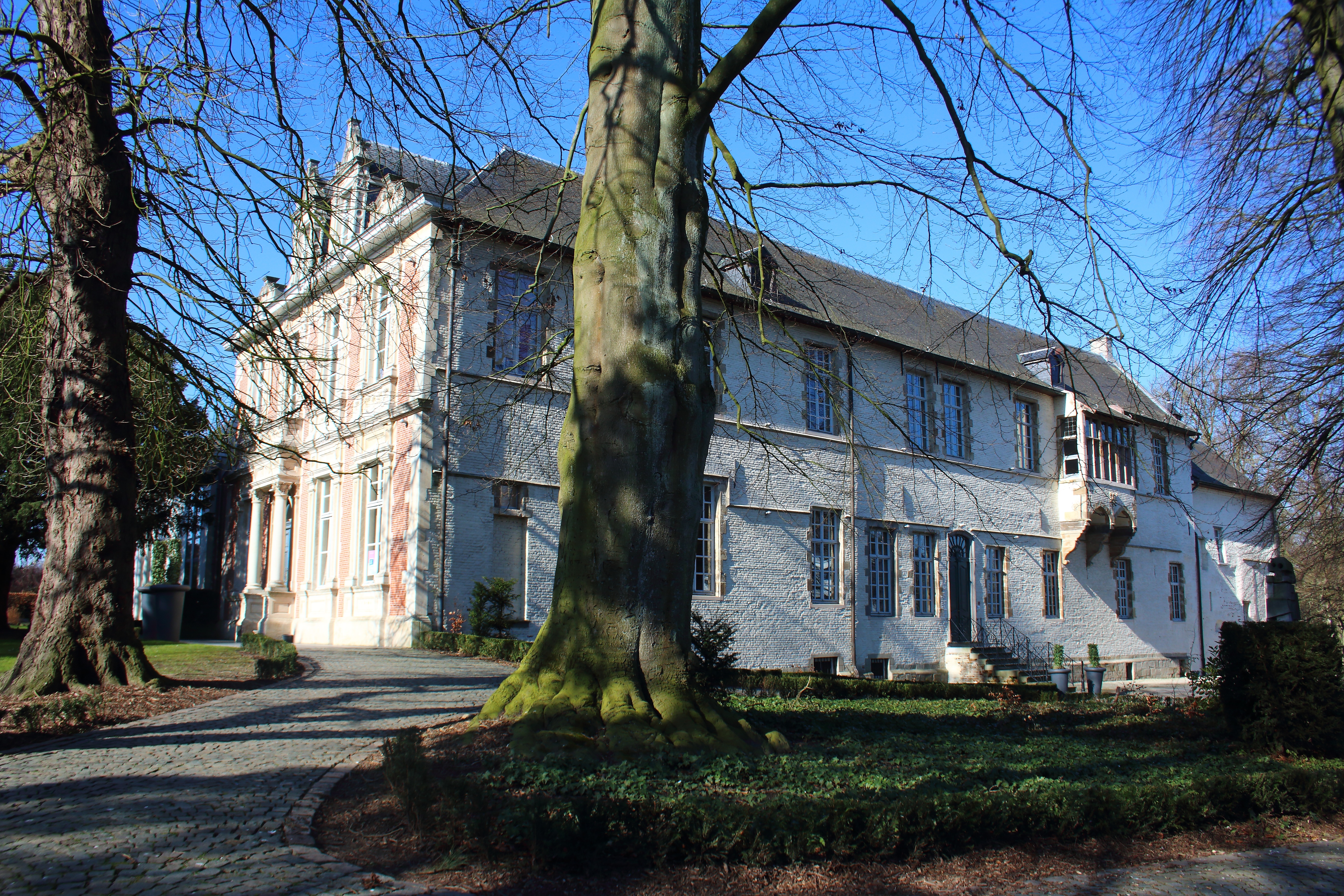
Het Egmontkasteel in het Egmontpark

### Heren van Zottegem
De oorsprong van het kasteel als burchtsite loopt minstens terug tot de 11de eeuw. Men mag veronderstellen dat er reeds ten tijde van de oudst gekende heer van Zottegem, Rothardus, die in een charter van 1083 opduikt, een versterking bestond. Deze versterking had waarschijnlijk de vorm van een mottekasteel, een aarden heuvel met een houten toren en een lager gelegen erf.
Omstreeks 1150 werd er een natuurstenen donjontoren opgetrokken en een natuurstenen Romaanse zaalkerk (burchtkapel); uit C14-datering blijkt dat de oudste resten van de burcht dateren uit de twaalfde eeuw. Van de twaalfde-eeuwse burchtkapel (met een schip van 7 bij 3 meter en een kerkhof rondom) werden tijdens archeologische opgravingen in 1994 de sporen blootgelegd in het Egmontpark. Het zuidelijke keldergedeelte van het huidige kasteel is waarschijnlijk een overblijfsel van de donjon. De middeleeuwse burcht maakte deel uit van een uitgebreide vestinggordel tussen de gebieden van het Graafschap Vlaanderen behorend aan de Franse kroon (Kroon-Vlaanderen) en het Duitse keizerrijk (Rijks-Vlaanderen). Eind twaalfde eeuw was Walter (Wouter) II heer van de versterking in Zottegem;  hij liet de grote zaal herbouwen in baksteen. Walter II stond in dienst van graaf van Vlaanderen Boudewijn IX en nam van 1202 tot 1204 deel aan de Vierde Kruistocht. Hij kreeg een leen van 80 lb. van de Franse koning Filips II August; Boin chevalier Gauthier de Sotenghien Walter II stierf in 1212 bij het beleg van Luik in dienst van Hendrik I van Brabant. In 1214 streden kasteelheren Walter (Wouter) III en Boudewijn van Zottegem (halfbroers van legeraanvoerder Arnulf IV van Oudenaarde) mee tegen de Franse koning in de Slag bij Bouvines; hun kamp verloor echter. In 1215 verging hun schip richting Engeland (om daar Jan zonder Land te verdedigen tegen opstandige baronnen) tijdens een storm op de Noordzee.

### Geslacht Edingen
Hun zus (en enig overgebleven erfgenaam) Aleide (Adelheid/Ida) trouwde in 1219 met ridder Zeger I van Edingen, waarop het kasteel in handen kwam van het geslacht Edingen. Het kasteel werd voor het eerst vernoemd in een akte van die Zeger I in 1229. Zeger  bouwde een nieuwe grote zaal en omringde het kasteel met een muur. Na zijn dood rond 1246 werd Zeger opgevolgd door Geraard I. Diens zoon Geraard II huwde in 1280 met Maria van Gent, de oudste dochter van de Gentse burggraaf Hugo III, en erfde zo het burggraafschap van Gent. In 1286 erkende Geraard II Jan van Avesnes als leenheer en droeg zijn erfgoed (behalve de Vrijheid Zottegem en de 'toren van Zottegem') dus in leen op aan de graaf van Henegouwen. Tussen 1294 en 1295 werd kasteelheer Geraard II van Zottegem samen met Gwijde van Dampierre opgesloten in het Louvre door de Franse koning Filips IV. Kasteelheer Geraard II van Zottegem (van 1280 tot 1307 burggraaf van Gent) kreeg samen met drie andere edelen na de Guldensporenslag de opdracht in 1304 om te onderhandelen over vrede met koning Filips IV van Frankrijk, wat leidde tot het verdrag van Athis-sur-Orge. Hugo II van Zottegem was de laatste effectieve burggraaf van Gent; hij overleed rond 1321.

### Geslacht Antoing en geslacht Melun
Hugo II van Zottegem stierf kinderloos; Zottegem, Heusden en het burggraafschap Gent kwamen daardoor in handen van Maria van Zottegem, echtgenote van Hugo van Antoing, dochter van Geraard II en tante van Hugo II. Na Maria's dood in 1323 werd het kasteel het bezit van haar dochter Isabella (Isabeau) van Antoing, burggravin van Gent, die in 1329 bij haar derde huwelijk trouwde met groot kamerheer van Frankrijk Jan I van Melun. Zo werd het kasteel verworven door het geslacht Melun. De versterking werd in 1381 ingenomen tijdens de Gentse Opstand tegen de graaf van Vlaanderen Lodewijk van Male, maar de Gentenaren werden al snel verdreven door Lodewijk de Haze. Kasteelheer Hugo I van Melun streed mee in de Slag bij Nicopolis maar werd door de Turken gevangen genomen en terechtgesteld. Zijn zoon kasteelheer Jan IV van Melun werd kamerheer van Filips de Goede (Bourgondische Nederlanden) in 1432 benoemd tot ridder in de Orde van het Gulden Vlies.

### Geslacht Luxemburg-Fiennes
Het kasteel kwam in de vijftiende eeuw in handen van het huis Luxemburg-Fiennes (een zijtak van het huis Luxemburg). Philipotta (1420-1456), dochter  van  Jan  IV van Melun,  kreeg  immers bij  haar  huwelijk  met  Thibaut  van  Luxemburg-Saint Pol (1410-1477)  de  heerlijkheid  Zottegem  als bruidsschat  mee. Eind mei 1452 belegerde en plunderde de graaf van Étampes Jan van Bourgondië de burcht tijdens de Gentse opstand tegen Filips de Goede. Tussen 1477 en 1485 werd onder Jan van Luxemburg-Saint Pol (1445-1486) (zoon van Thibaut en Philipotta) een deel van de vernielde burcht hersteld. Jacobus I van Luxemburg-Fiennes erfde op 17 april 1485 de heerlijkheid Zottegem van zijn kinderloze broer Jan van Luxemburg-Saint Pol. Op 29 mei 1516 ontving Jacobus II van Luxemburg-Fiennes (Gulden Vliesridder en kamerheer van aartshertog Maximiliaan en Filips de Schone) de zestienjarige Karel V in het kasteel.

### Huis Egmont
Het Egmontkasteel kwam in 1530 in handen van de Egmonts, toen Jacobus III van Luxemburg-Fiennes kinderloos stierf en zijn zus Francisca van Luxemburg, die getrouwd was met Jan IV van Egmont,  het kasteel erfde. Het kasteel werd vanaf 1530 omgebouwd tot een open residentie en buitenverblijf. Enkel het poortgebouw bleef deels bewaard. De oorspronkelijke burcht werd omgebouwd tot een riant kasteel met wooncomfort (maison de plaisance). De site zelf bewaarde haar oorspronkelijke gesloten vorm, met een omwalling en een walmuur met halfronde torentjes. De hoofdgebouwen hadden een L-vorm, met een noord- en oostvleugel, een zuidelijke buitentrap, een dubbele laatgotische gaanderij met maaswerk, een paar bijgebouwen op het noorden en het westen gericht en een houten ophaalbrug die aansloot op het oorspronkelijke poortgebouw. Bij het kasteel hoorde ook een neerhof (boerderij) en een watermolen, waarvan het huidige Leirenshof met de voormalige Leirensmolen de restant is. Graaf Lamoraal erfde het kasteel in 1541 na de dood van zijn broer Karel I van Egmont. Lamoraal liet de ridderzaal inrichten met bijbehorende erker en Antwerpse majolicategelvloer. In september 1566 verhuisde Lamoraal van het Egmontpaleis in Brussel naar het Egmontkasteel in Zottegem; op 7 september 1566 schreef Lamoraal vanuit het kasteel een brief aan Willem van Oranje. Na de terechtstelling van Lamoraal door Alva in 1568 werd het kasteel aangeslagen en onder Spaans beheer geplaatst. Alva gaf in 1570 aan schrijnwerker Antoon van Malderghem en schilder Jacob Martens de opdracht de wapenschilden van Egmont en Sabina weg te hakken (cassé et rompu touttes les armoyries qu'il sont sceu trouver es maisons chasteau ou biens de feu conte d'Egmont). Op 13 februari 1575 vond in het kasteel het trouwfeest plaats van Eleonora van Egmont en Joris van Horne. In 1576 kreeg Sabina van Beieren, weduwe van Lamoraal, het kasteel officieel terug bij de Pacificatie van Gent maar het zou nog tot 1577 duren voor het effectief werd teruggegeven. Op 25 mei 1577 werd Filips van Egmont met grote eer ontvangen in Zottegem en kreeg zo zijn erfdeel terug. Het Egmontkasteel werd in de jaren 1570 meerdere keren bezet en geplunderd tijdens de woelige opstand tegen de Spanjaarden in de Spaanse Nederlanden (Tachtigjarige Oorlog). Eind juli 1579 werd het ingenomen door een dertigtal Malcontenten, die verdreven werden door calvinistische Schotse huurlingen, die het in brand staken. In 1579 trachtte een protestants leger onder leiding van  kapitein Mournault vanuit Gent op te rukken om het kasteel in brand te steken, maar de protestanten werden verdreven door Filips van Egmont en graaf Lalaing. Op 26 april 1580 werd Zottegem belegerd door de calvinisten onder leiding van François de La Noue; op 9 juni 1580 werd het Egmontkasteel opnieuw belegerd en in brand gestoken. In 1581 werd het deels in vlammen opgegane kasteel door de Malcontenten geplunderd. Tussen 1609 en 1621 werd het Egmontkasteel bewoond door Arthus van Beneden, bastaard van Lamoraal en amman van de vryheidt Zottegem. Op de kaarten van Philips De Dijn uit 1626 en 1629 staan duidelijk de twee vleugels van het omgrachte kasteel afgebeeld. In 1632 viel Lodewijk van Egmont in ongenade door zijn rebellie tegen het Spaanse bewind; het Egmontkasteel werd toen beheerd door beëdigde ontvangers voor de Spaanse koning. In een oude toren aan de ophaalbrug was de gevangenis van de stad; onder de grote trap naar de galerij van het kasteel werden ook personen in hechtenis genomen. Op de kaart van Sanderus (Flandria Illustrata, 1641) staat het kasteeldomein afgebeeld als een rechthoekig, omgracht gebied met een L-vormig kasteel. In 1645 en 1658 had het kasteel te lijden onder de Fransen, net als in 1671 en 1684 en tijdens de Spaanse Successieoorlog. Vanaf 1687 woonde Arnout Capitaine met zijn gezin in het kasteel als concherge au chasteau de Sotteghem. In 1690 en 1697 waren Franse militairen in het Egmontkasteel ingekwartierd tijdens de Negenjarige Oorlog. Uit de domeinrekeningen van 1696 tot 1698 blijkt dat toen veel oorlogsschade werd hersteld (réparations des portes et fenestres au chasteau de Sotteghem). Het Egmontkasteel bleef de volledige 17e eeuw in handen van de Egmonts (Filips, Lamoraal II, Karel II (onder zijn bewind werd het kasteel verbouwd), Lodewijk, Lodewijk Filips, Lodewijk Ernest, Procopo Frans) tot het in 1707 werd overgeërfd door de familie Pignatelli. In 1735 vermeldt Verheerlykt Vlaandre Deze Plaats pronkt met een deftig Kasteel, waarin zommige Graven van Egmond hun verblyf gehouden hebben.

### Huis Pignatelli
Maria Clara van Egmont, zus van Procopo Frans van Egmont (de laatste mannelijke nakomeling van Lamoraal) was getrouwd met de Napolitaanse edelman Nicola Pignatelli uit het Huis Pignatelli, vijfde hertog van Bisaccia en neef van paus Innocentius XII; hun zoon Procopo Pignatelli erfde het kasteel. Met de Pignatelli's (Procopo Pignatelli (1703-1743), Guido Felix Pignatelli (1720-1753), Casimir Pignatelli (1727-1801)) in de tijd van de Oostenrijkse Nederlanden begon het verval door geldgebrek en slordige verbouwingen.  De Pignatelli's verbleven niet vaak meer in het Egmontkasteel en het kasteel van Lahamaide, maar gaven de voorkeur aan Parijs en hun zomerslot in Braine, in de buurt van Soissons. Rond 1735 liet Procopo Pignatelli de zijvleugel met de twee ronde torentjes afbreken en werd de houten ophaalbrug vervangen door een constructie in ledesteen. De staatsietrap die naar de galerij leidde werd ontmanteld. Op de Villaretkaart is voor de rest nog de oude structuur van het kasteel zichtbaar. In 1745 was tijdens  de  Oostenrijkse Successieoorlog een  voorhoede  van  de  Franse  troepen  in  het  kasteel  ingekwartierd aangezien de Pignatelli's in dienst waren van het Franse leger; op 8 juli 1745 namen achttien Franse officieren hun intrek in het kasteel. Na 1747 werden de noordelijke vleugel, de zuidelijke buitentrap en de open gaanderij afgebroken. Casimir Pignatelli (1727-1801) was niet meer in staat om het kasteel te onderhouden. Hij liet er rond 1756 hoofdbaljuw van Zottegem Frans Lodewijk de Coninck in wonen (gehuwd met C. de Waepenaert), die een eikenhouten rocailletrap liet bouwen. In 1760 werd (in het vooruitzicht van een bezoek van graaf Casimir Pignatelli aan het Egmontkasteel) ene Jean Baele betaald voor de levering van acht potten olie, zesennegentig pond kalk voor het witten van de kamers, twaalf pond kaarsen en negentig stenen voor herstellingen aan de brug.  In 1767 werd het kasteel in de Gazette van Gent te koop aangeboden, in cijnspacht. Cijnspachter werd Jérôme Joseph D'Hane de Tervarent. Op de Ferrariskaart staat het Egmontkasteel afgebeeld binnen een vierkante omgrachting met een moestuin, boomgaard, vijver en landbouwgronden. Vanaf 1791 woonde amman Hendrik de Poortere in het kasteel, tot het in 1797 tijdens de Franse tijd in België door de Fransen werd aangeslagen. Het werd zonder succes te koop gesteld en kwam terug in handen van de Pignatelli's, die het in 1815 verkochten aan baron Lefèbvre uit Doornik, die het kasteel in 1825 in twee helften verdeelde en een bakstenen scheidingsmuur optrok.

### Negentiende en twintigste eeuw

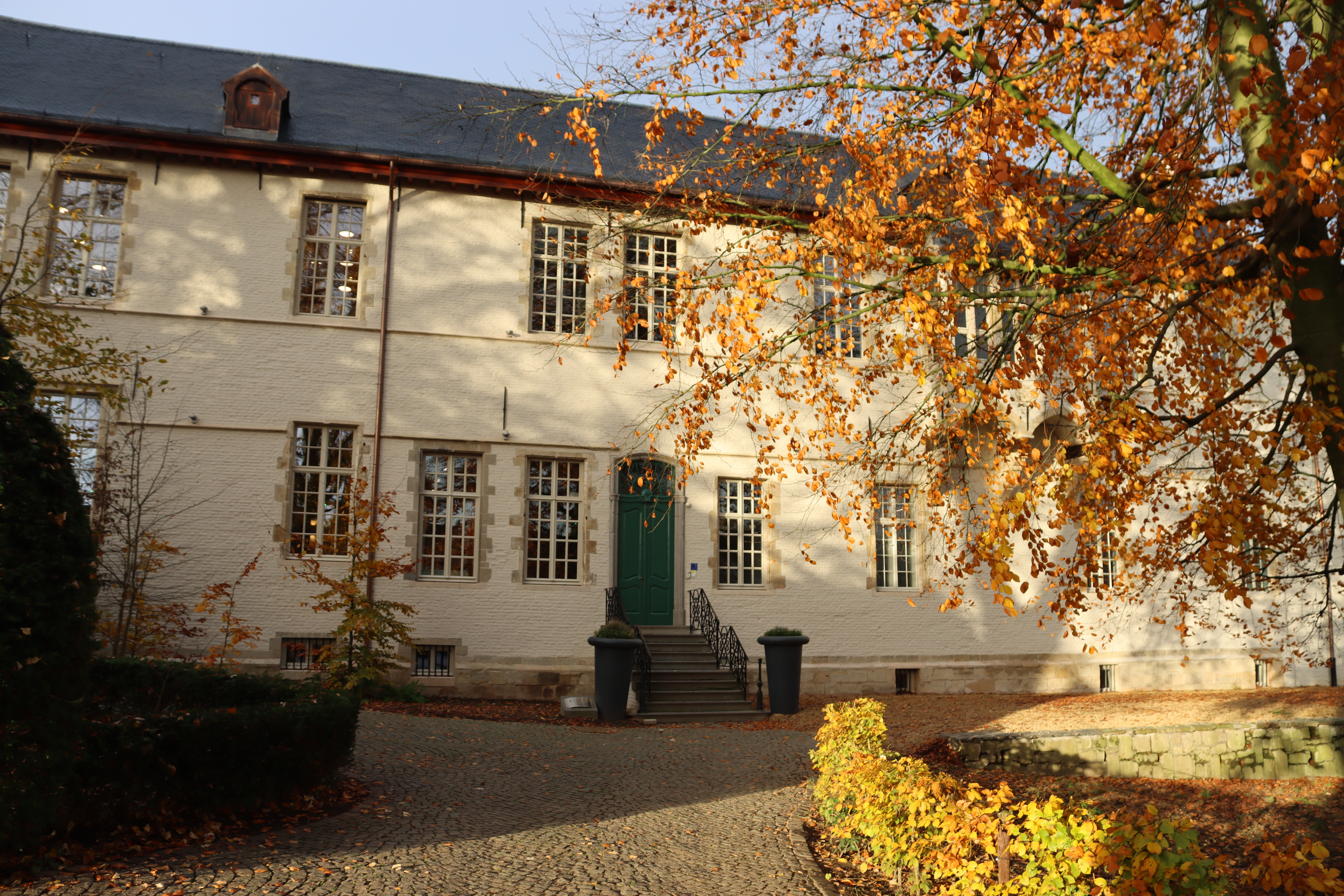
Egmontkasteel

D'Hane de Tervarent had intussen zijn cijnspacht afgestaan aan Jean-Baptiste Depoortere. In 1830 werd het kasteel tot een tweewoonst verbouwd. Depoortere startte een linnen- en lijnwaadhandel, woonde in het zuidelijke deel en verhuurde het noordelijke deel door, vanaf 1849 aan Julien Ceuterick. Op de Vandermaelenkaart (1846-1854) is de omwalling bij het Ancien Château du Comte d’Egmont verdwenen. In 1854 erfden de graven Henri en Camille Duchastel het Egmontkasteel. Toen in 1867 de erfpacht verviel, kwam het in handen van Julien Ceuterick en notaris Charles-Louis Vandemergel, die respectievelijk het zuidelijke en het noordelijke gedeelte kochten. Datzelfde jaar nog liet Ceuterick een traphal met verdieping en een voorgevel in neorenaissance bouwen met Euvillekalksteen naar een ontwerp van de Gentse architect Émile Van Hoecke-Peeters. Op de zuilen staan de initialen JC afgebeeld. Na de dood van Charles-Louis Vandemergel kwam het noordelijke deel in 1893 in handen van zijn kinderen Ernest en Sara. Zij verkochten het noordelijke deel in 1904 aan Charles Schockaert, wiens  ongehuwde  dochter  dit  gedeelte  van  het  kasteel  tot  haar  overlijden  in  1953  zou  blijven  bewonen. In 1927 werd het zuidelijke deel verkocht aan Jules Bernaeyge, die de resten van de walmuur liet slopen en de wallen voor het grootste deel liet dempen. Langs de zuidzijde werd de huidige Graaf van Egmontstraat boven op de vroegere omwalling aangelegd. In 1945  werd  het   (niet meer door de eigenaars bewoonde) zuidelijke gedeelte van het Egmontkasteel  aangekocht door dokter Jules Gevaert uit Bevere.
In 1957 kocht de stad Zottegem het noordelijke gedeelte van de zus van de laatste bewoonster voor anderhalf miljoen frank en in 1965 het zuidelijke gedeelte van de erfgenamen van Jules Gevaert voor 2,2 miljoen frank. Vooral dat zuidelijke gedeelte van het Egmontkasteel werd in de loop der jaren voor alles en nog wat gebruikt. Van 1938 tot 1948 nam het Sint-Elisabethziekenhuis er zijn start, later kregen een paar klassen van de nabijgelegen scholen er onderdak (van 1948 tot 1951 het Koninklijk Atheneum Zottegem en van 1952 tot 1965 het College Onze-Lieve-Vrouw van Deinsbeke).
In het midden van de jaren 60 gebeurden er forse inspanningen om het kasteel een deel van zijn allure terug te geven. Men ging op zoek naar sporen van de oorspronkelijke burcht en het kasteel werd gedeeltelijk gerestaureerd. Een tijdje bevond het Museum voor Folklore zich in het kasteel en trachtte men een "Museum van de 16de eeuw" uit te bouwen. Hoogtepunt was het "Egmontjaar” in 1968, toen men de vierhonderdste verjaardag van de dood van Lamoraal van Egmont vierde met een tentoonstelling "Lamoraal graaf van Egmont en zijn tijd". Het Egmontkasteel kreeg in dat jaar gedurende een paar maanden opnieuw een zestiende-eeuws kleedje aangemeten.
Het pand werd daarna vanaf 1972 een tijdje gebruikt als onderkomen voor de Stedelijke Academie voor Beeldende Kunsten, terwijl in de kelders een alternatieve kunstgalerij werd ingericht. Sinds 1982 zit Bibliotheek Zottegem in het kasteel. In 1986 werd aan de zuidgevel een nieuwbouw opgetrokken als uitbreiding van de bibliotheek.

## Restauraties

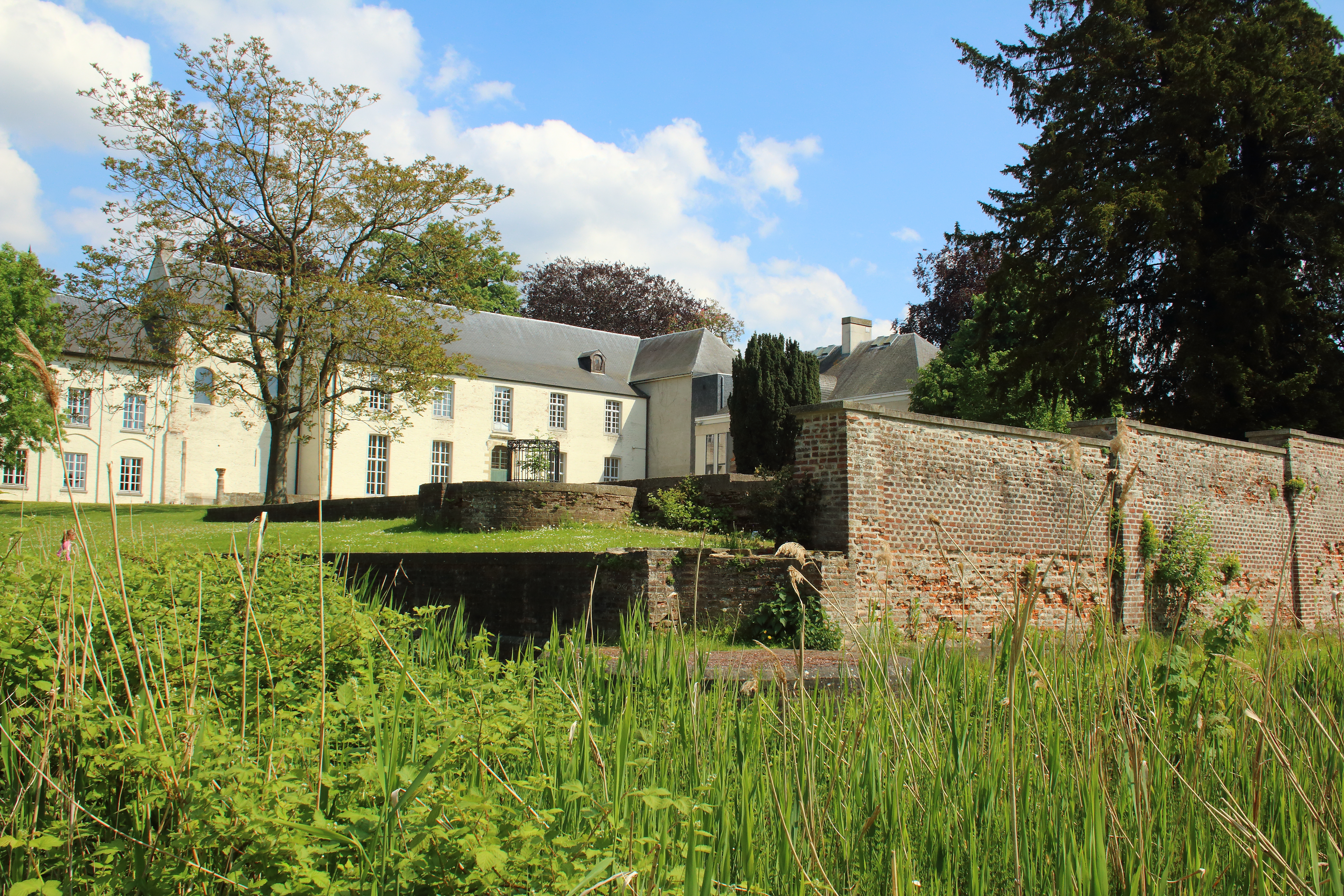
Archeologisch park in het Egmontpark

Na de aankoop door de stad Zottegem werd het kasteel beperkt gerestaureerd. In de jaren zeventig werd het idee om het Egmontkasteel grondiger te renoveren voor de eerste keer naar voren gebracht. Het was echter pas in 1993 dat de eerste restauratiewerken definitief startten; de eerste restauratiecampagne duurde tot 1997. Tussen 2022 en 2024 werden het dak, de gevels en de afvoeren van het kasteel van Egmont gerestaureerd; er werd ook een weelderig 19de-eeuws salon opnieuw ingericht in neorenaissancestijl.

## Archeologisch onderzoek
Archeoloog Dirk Van Eenhooge voerde in 1986 en 1987, naar aanleiding van de bouw van een nieuwe vleugel voor de Stadsbibliotheek, archeologische werken uit op de site. Dit bracht belangrijke sporen aan het licht, die in twee fasen op te delen zijn: een burchtfase (11de – 14de eeuw) en een kasteelfase (na 1477). Tijdens het oorspronkelijke archeologisch onderzoek kwamen voornamelijk bouwsporen uit de kasteelfase bloot te liggen. Bij de onderzoeken op de kasteelsite kwamen de restanten van drie stenen gebouwen aan het licht: elementen van een stenen donjon die de 15de-eeuwse burcht voorafging, de castrale kapel uit de 12de eeuw en een stenen zaalgebouw dat werd opgetrokken na de verdere uitbouw van de burcht op het eind van de 12de-begin 13de eeuw.
Tijdens de restauratie van het Egmontkasteel in 1993-1994 werd van de gelegenheid gebruikgemaakt om een archeologisch onderzoek op te starten in het Egmontpark dat zich rond het kasteel bevindt. Dit archeologisch onderzoek vond plaats van 1993 tot 1994, onder leiding van archeoloog Dirk Van Eenhooge. Er werd verder onderzoek verricht naar sporen die tijdens de proefopgraving in 1986 reeds waren aangesneden. Zo werd wat overbleef van de 'burchtkapel' in het Egmontpark volledig blootgelegd. Deze kapel bleek een echte 12de-eeuwse Romaanse zaalkerk van 7 bij 13 meter met vierkant koor te zijn. Rond het kerkje moet toentertijd een kerkhof hebben gelegen, maar alleen een gedeelte van het grafveld ten noorden van de kerk werd onderzocht. Een dozijn kindergraven werd teruggevonden, evenals het gebeente van een volwassene nabij het poortgebouw. De grootte van de kerk en de aanwezigheid van een kerkhof doen vermoeden dat deze castrale kapel de vroegste parochiekerk van Zottegem was.
Het staat vast dat wat restte van de burcht omstreeks 1477 volledig werd ontmanteld. Het afbraakmateriaal werd gebruikt voor de fundering van het nieuw te bouwen kasteel. Tegen de oostgevel werd een latrinetoren blootgelegd, die bestond uit een traptoren en een beerput die met een overdekte riolering was verbonden met de slotgracht. Aan de andere kant van de vleugel stond haaks een noordelijke woonvleugel die, vermoedelijk in de 18de eeuw, volledig werd gesloopt. Het oorspronkelijk gebouw was reeds in de 17de eeuw vervangen door kleinere bijgebouwen, zoals de afbeelding in de Flandria Illustrata bevestigt. Bij het archeologisch onderzoek stuitte archeoloog Van Eenhooge op een brandlaag met verkoold hout en verbrande leien. Dit maakte duidelijk dat omstreeks 1600 deze vleugel door een felle brand verwoest werd. De noordvleugel liep in westelijke richting door tot aan de omheiningsmuur en bevatte onder meer een ruim terras met een waterput die bevoorraad werd vanuit de slotgracht. Het kasteel was immers langs de vier zijden omwald, met aan de binnenkant van de gracht een omheiningsmuur die voorzien was van waltorentjes. Van deze muur werden een aantal meter blootgelegd. Ook een gedeelte van het poortgebouw werd onderzocht.
In 2001 werd verder archeologisch onderzoek uitgevoerd bij de walmuur; er werd een middeleeuws lakenlood gevonden.
Bij de restauratiecampagne vanaf 2022 werd bijkomend archeologisch onderzoek uitgevoerd in de kelder , in de kamer met Napoleontische tentdecoratie en aan de westelijke walmuur. In de kelder werden overblijfselen gevonden van grachten, kuilen en resten van houten gebouwen. Die sporen zijn mogelijk in verband te brengen met de 12de-eeuwse donjon. Andere sporen die gevonden werden, zijn de restanten van een nederzetting uit de volle (10de-12de eeuw) of vroege (5de-10de eeuw) middeleeuwen die zich verder uitstrekte ten (zuid)oosten van het kasteel. Er werd een 18de-eeuwse fles in steengoed uit Westerwald gevonden.

### Archeologisch park

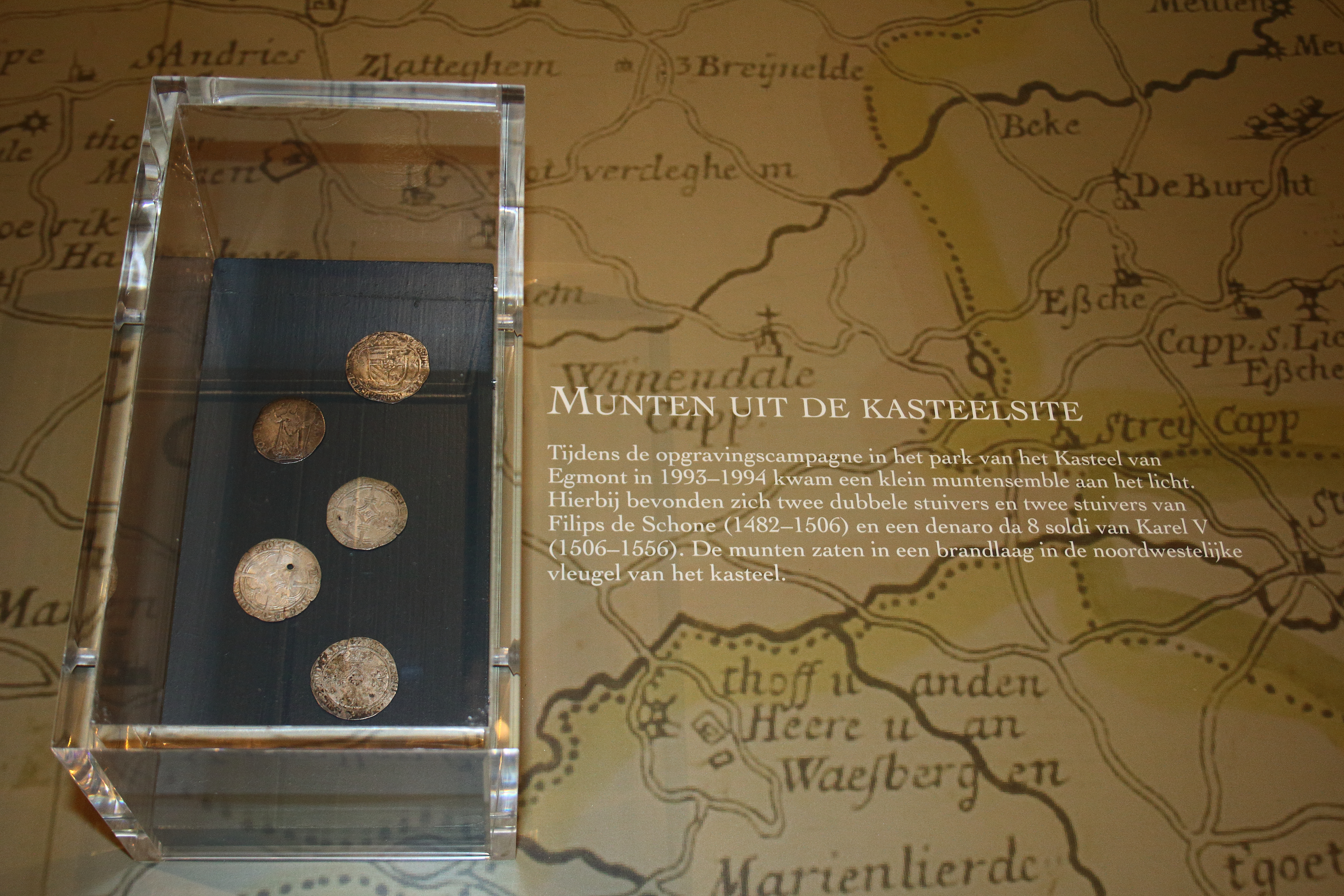
Muntvondst uit het Egmontkasteel

Na de archeologische opgravingen in 1994 werden in het Egmontpark de al opgegraven bouwsporen zichtbaar gemaakt. Tegelijk werden ook de walmuur en de brug aangepakt. De vervallen brug die de oorspronkelijke toegang tot het kasteel was, werd gerestaureerd. Het brugdek werd vernieuwd en kreeg opnieuw een bestrating in kassei. Tegelijk werd de gedeeltelijk verdwenen bakstenen muur, die sinds 1825 de tweedeling van het kasteeldomein markeerde, heropgemetseld. De zeshoekige zandstenen toegangspijlers met achttiende-eeuwse siervazen werden teruggeplaatst en hersteld. Het grondplan van de 12de-eeuwse burchtkapel (Romaanse zaalkerk) werd gevisualiseerd in gele dolomiet. In 2023 werd haagbeuk geplant rond het grondplan van de burchtkapel. 
De grote walmuur, die het hoger gelegen gedeelte van de kasteelsite afbakent, werd ook gerestaureerd, met behoud van het originele metselwerk. De grote hoektoren werd gedeeltelijk heropgemetseld en ook een stukje van de kleinere walmuur en torentje. Vanaf de brug tot aan dat laatste torentje werd een gracht gegraven met moerasvegetatie, op de plaats van de oorspronkelijke wal. Tijdens het bijbehorende archeologisch onderzoek werd een middeleeuws lakenlood gevonden. Het project werd afgerond in de zomer van 2001.
In 2014 werd in de bibliotheek een digitaal tijdsvenster geïnstalleerd dat de geschiedenis van het kasteel en zijn illustere bewoners virtueel weergeeft. Bovendien worden sinds 2018 onder andere opgegraven munten (twee stuivers en twee dubbele stuivers van Filips de Schone, een denaro da 8 soldi van Keizer Karel V), majolicategels en de originele sleutelstukken van de moerbalk uit het Egmontkasteel tentoongesteld in de 'Egmontkamer' van het Zottegemse stadhuis.

## Interieur

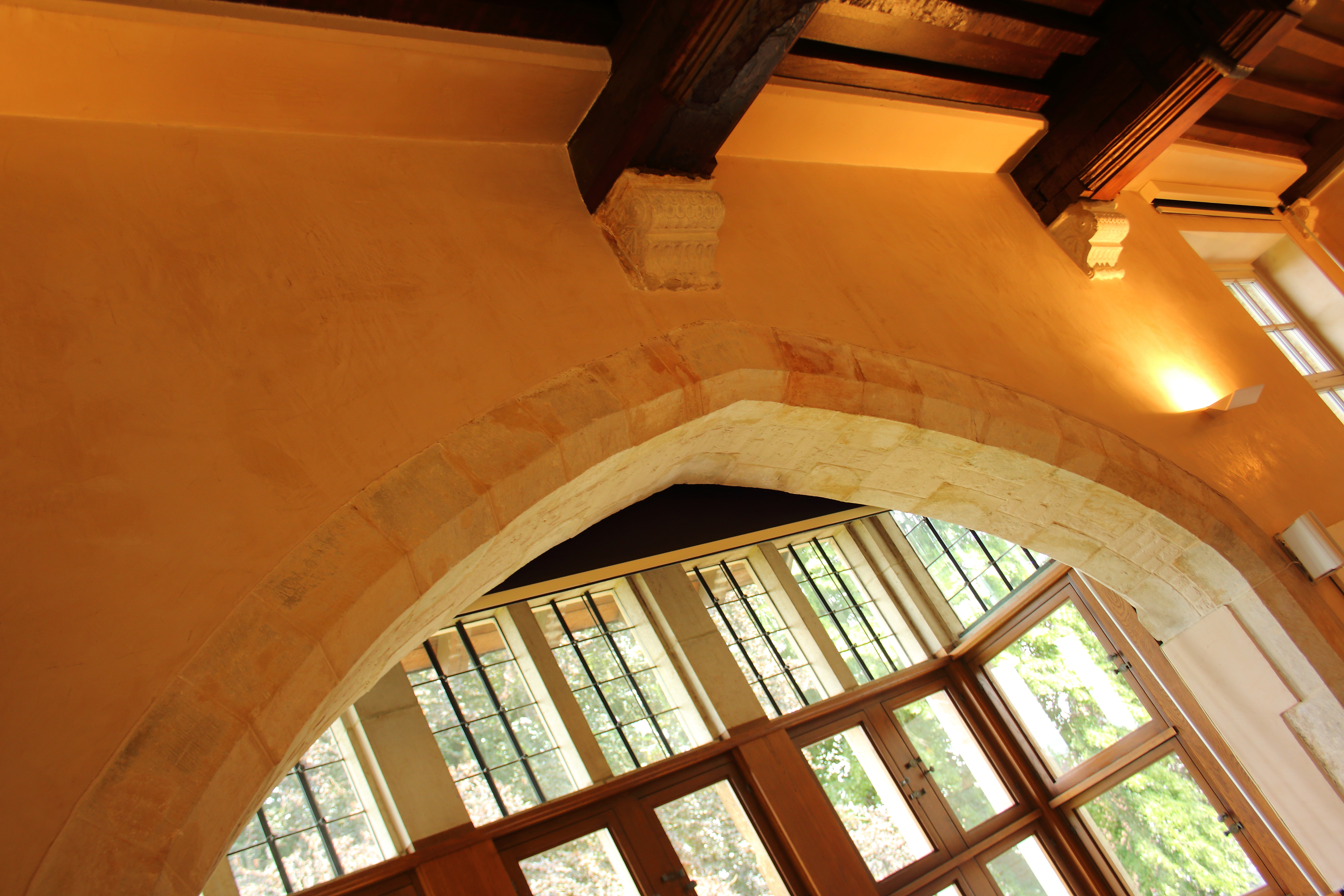
Renaissance-erker en balkenplafond van de ridderzaal

De 18de-eeuwse eikenhouten toegangsdeur met bovenlicht in rocaillestijl komt uit op een ruimte met rococo bordestrap, een eikenhouten rocailletrap waarop  het wapenschild staat van de familie de Coninck-Wapenaert die het kasteel bewoonde in 1756. 
Op de eerste verdieping bleven zandstenen schildbogen bewaard waarop de kruisribgewelven van de verdwenen laatgotische galerij hebben gesteund. Op de gelijkvloerse verdieping zijn twee zandstenen doorgangen met korfboog bewaard gebleven, getuigen van kruiskozijnen, een bredere doorgang met spitsboog en de oorspronkelijke  zandstenen  plint  met  geprofileerde  velling.
De gerestaureerde ridderzaal heeft een renaissance-erker op Tudorbogen en een balkenplafond; op de balksleutels werd het schild van Lamoraal van Egmont weggehakt na zijn onthoofding. Er hangen ook twee Oudenaardse wandtapijten uit de 18e eeuw die in 1998-1999 werden aangekocht; een doek met twee allegorische figuren door Lodewijk van Schoor en het doek De jacht van Diana van Pieter Spierinckx waarop een vossenjacht staat afgebeeld.
In het bureau van de bibliothecaris werd de vrijwel intacte 18e-eeuwse wandbekleding van in olieverf geschilderd doekbehang met bloemmotieven gerestaureerd, net als de figuratieve polychrome beschildering op de schouwboezem (boog en pijlenkoker, bloemen en bladwerk rond een figuratief medaillon met putti). 
In de 'kapelkamer' werd op de gotische kruisribgewelven de Napoleontische tentdecoratie in gourgouranmotief gereconstrueerd (18de-eeuwse geschilderde imitatiestoffering van een banenpatroon met een drapering van bruinrode franje en een kwastenmotief als fries). Op de 'Boekenzolder' bleven de houten balken van de dakconstructie bewaard.

## Trivia

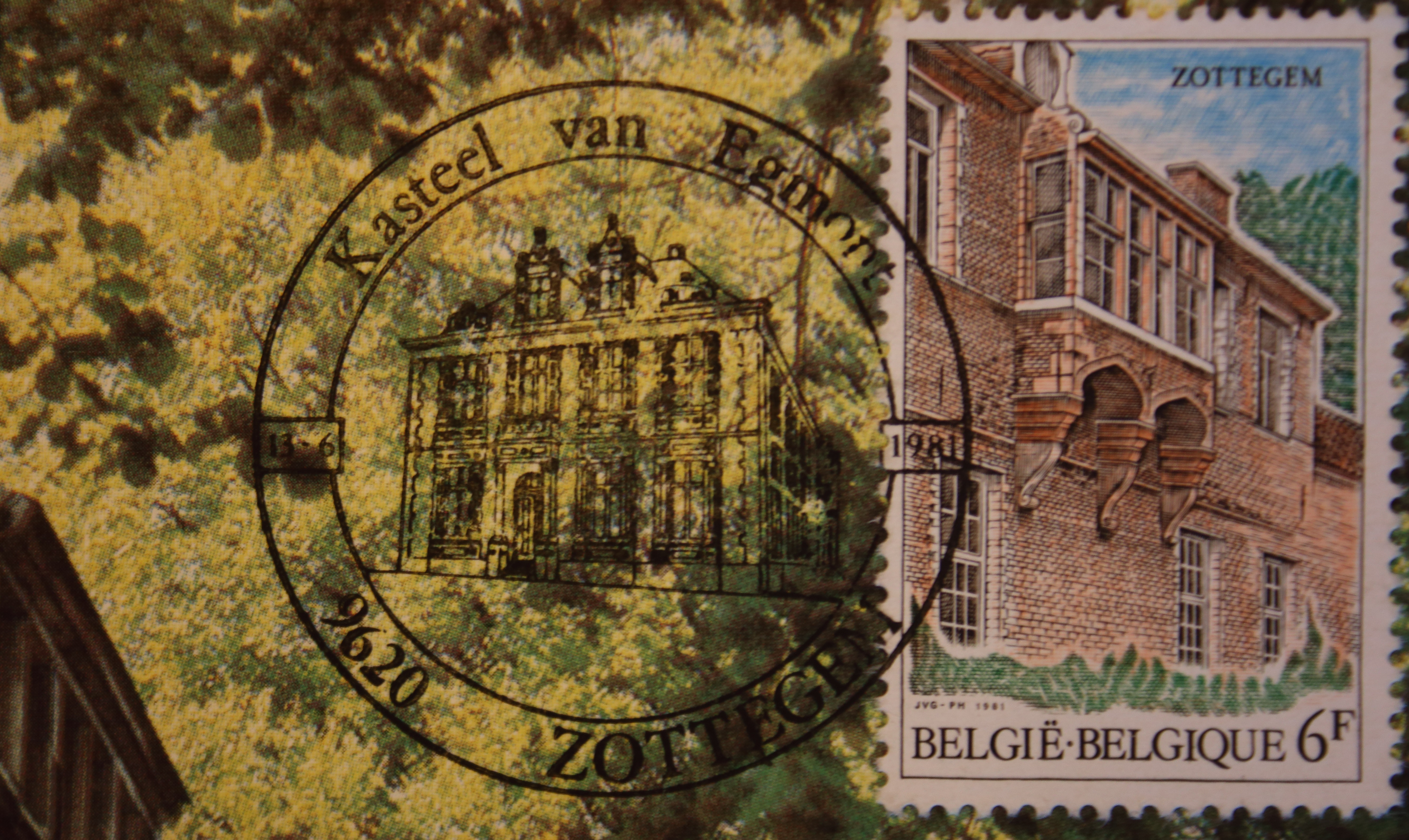
Egmontkasteel op een Belgische postzegel uit 1981

- De Franse schrijver Charles Nodier schreef in Infernaliana (1822) de korte griezelanekdote L'esprit du château d'Egmont over het Egmontkasteel in Vlaanderen, gebaseerd op de Segraisiana van Jean Regnault de Segrais.[53][54]
- Tijdens de wereldtentoonstelling van 1913 in Gent was het Egmontkasteel (gevel met renaissance-erker op Tudorbogen) een van de Vlaamse historische bouwwerken die werden nagebouwd door Valentin Vaerwyck voor het expogedeelte 'Oud Vlaendren'.[55]
- In 1981 gaf de Belgische Post een postzegel uit waarop het Egmontkasteel stond afgebeeld.

## Afbeeldingen

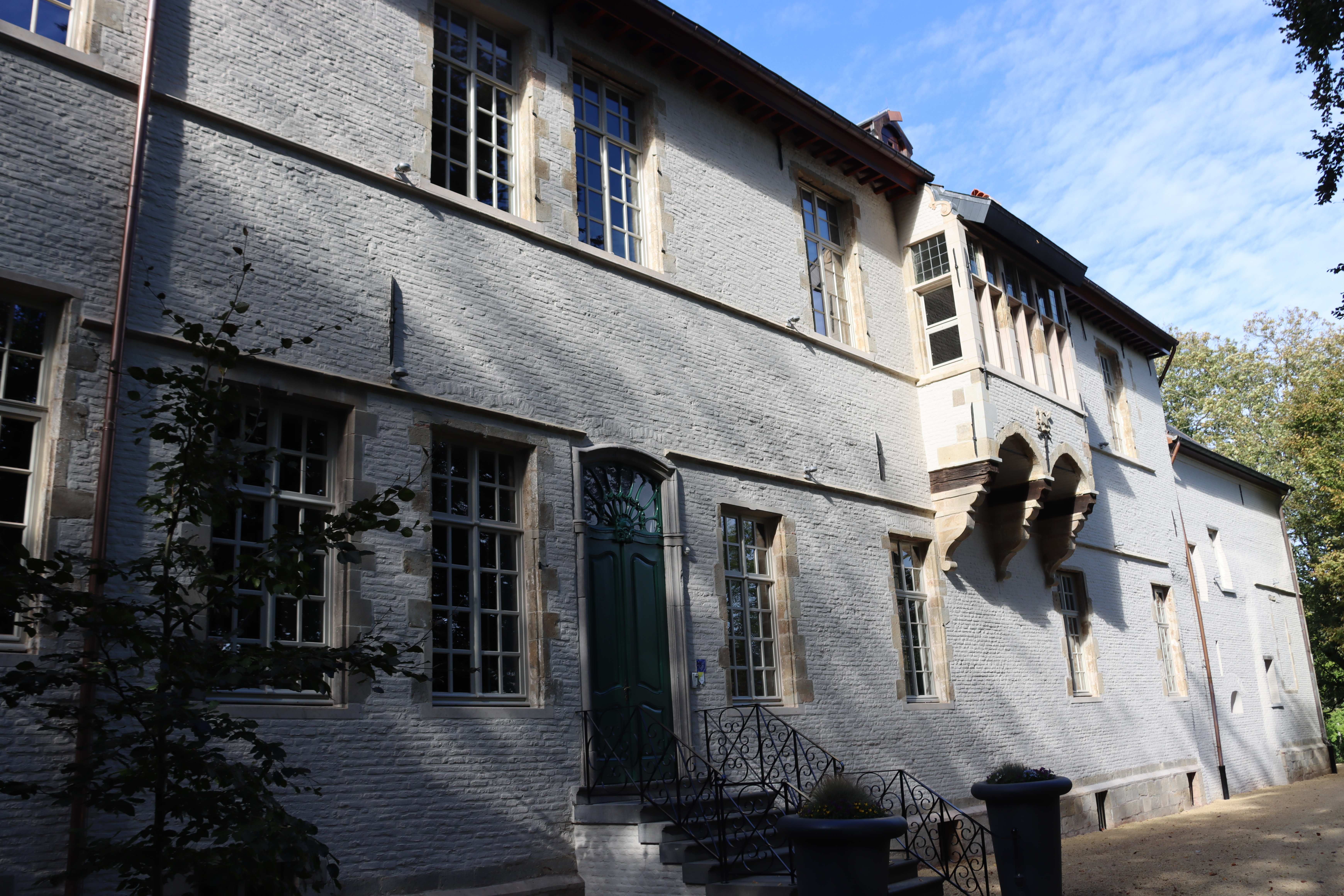
Egmontkasteel
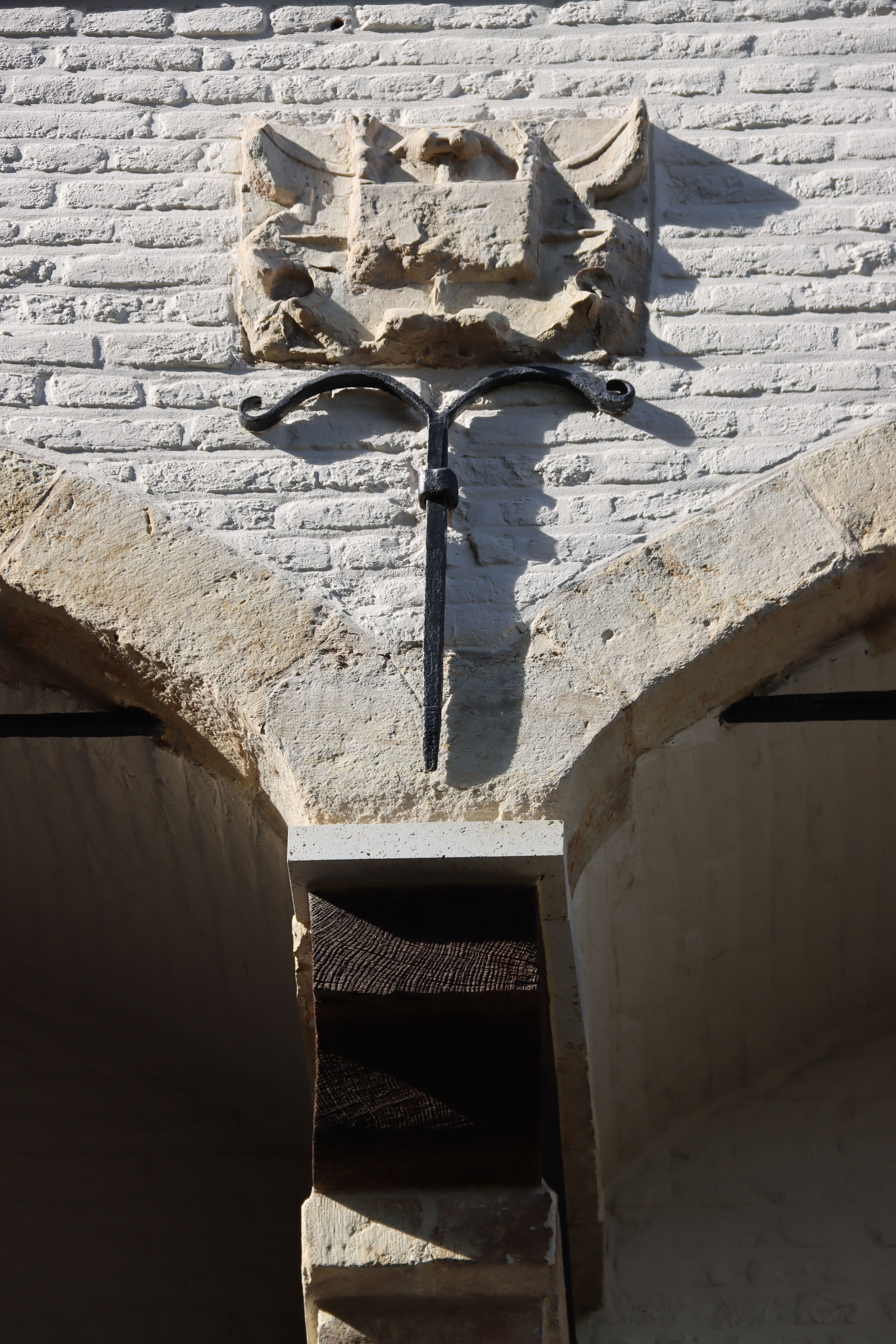
Zandstenen rolwerkcartouche op de renaissance-erker
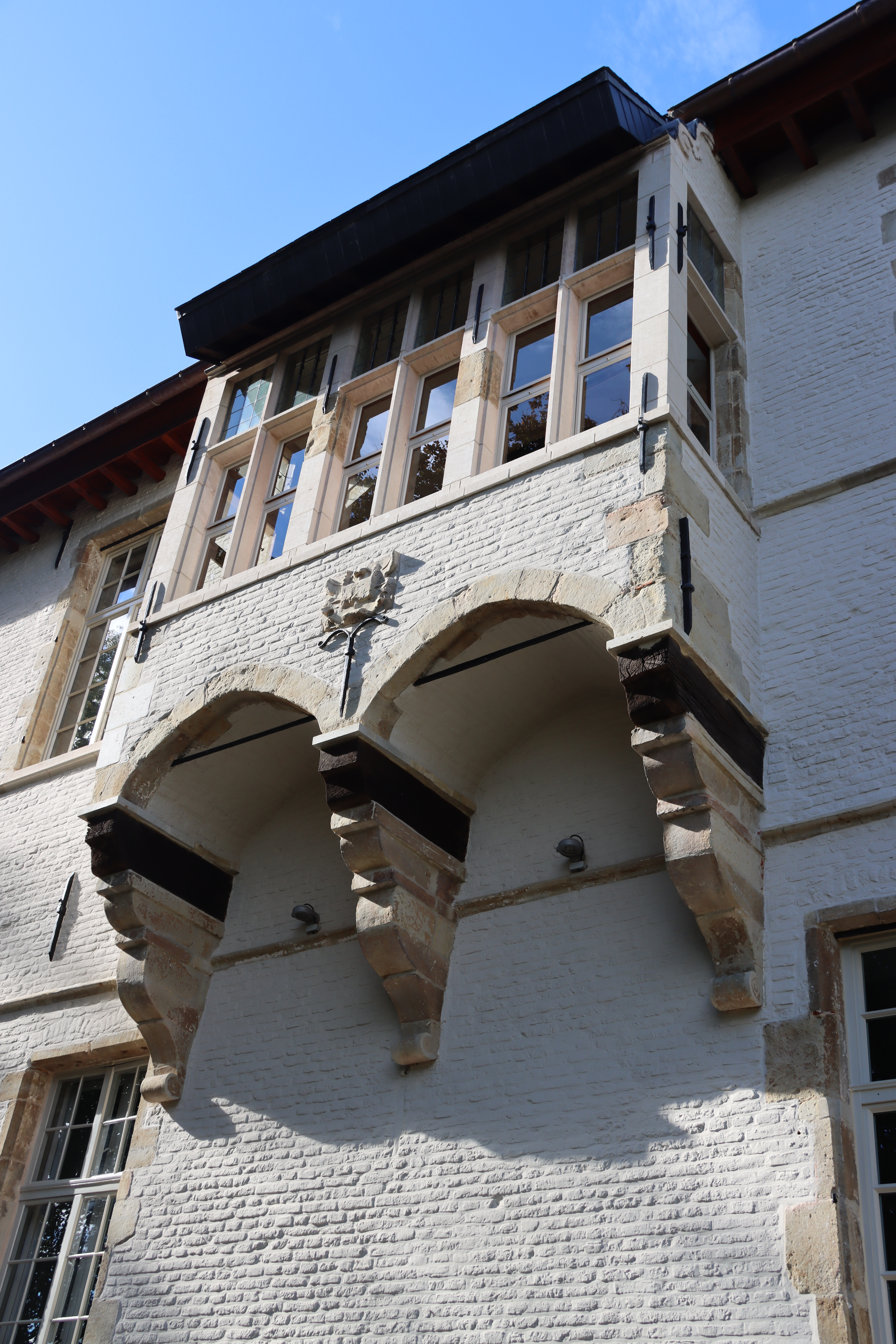
Renaissance-erker op Tudorbogen
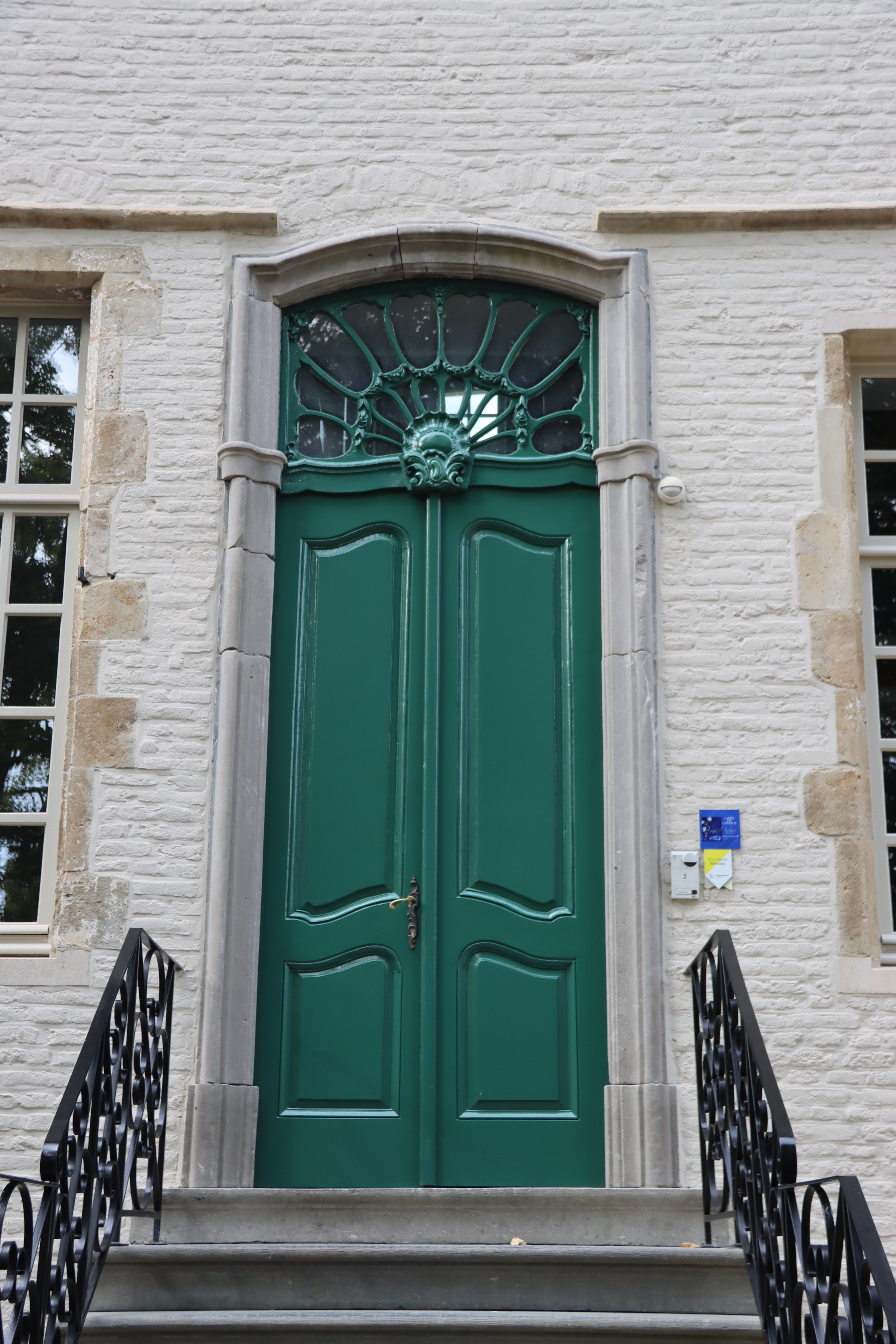
18de-eeuwse eikenhouten toegangsdeur met bovenlicht in rocaillemotief
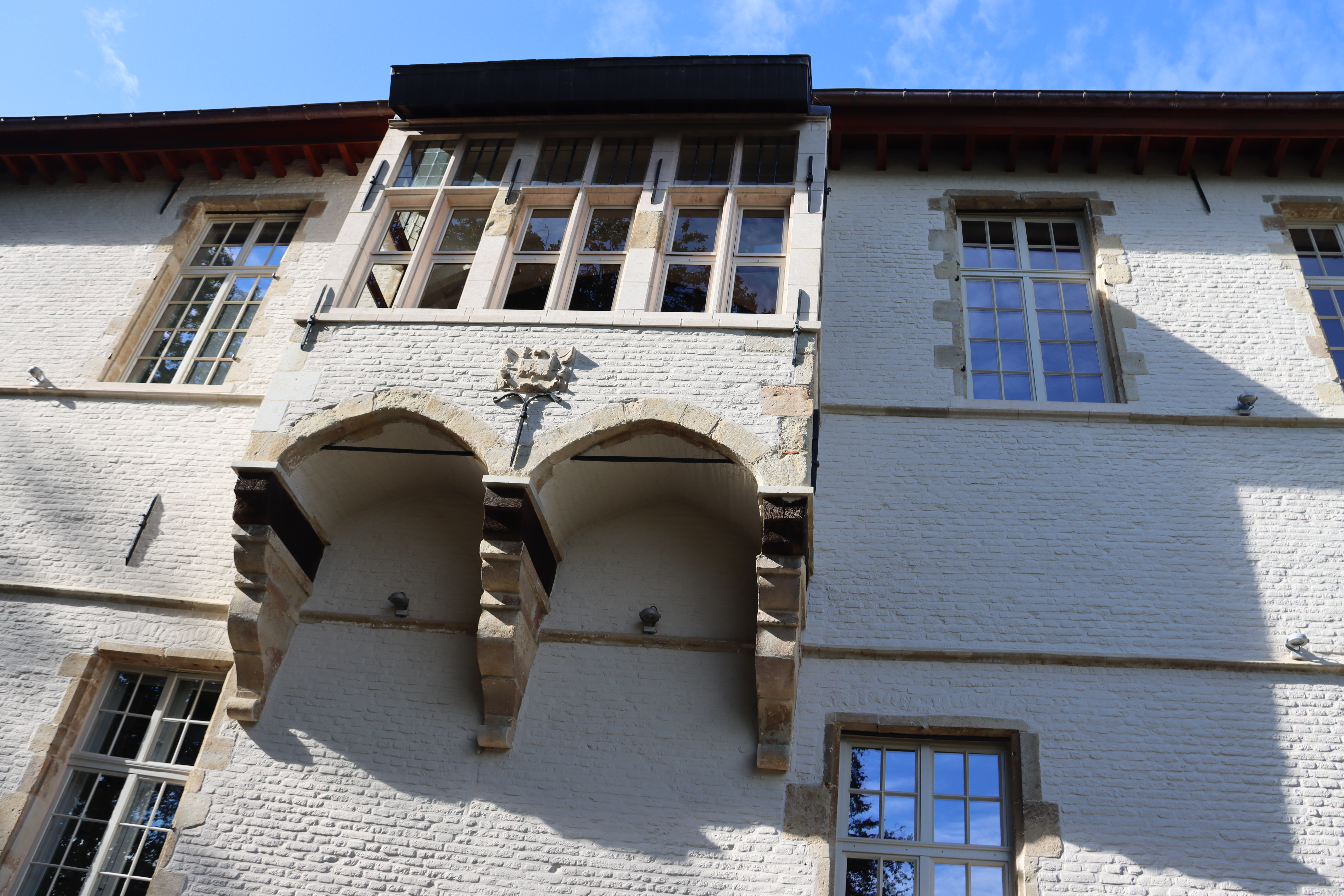
Zijgevel met renaissance-erker op Tudorbogen
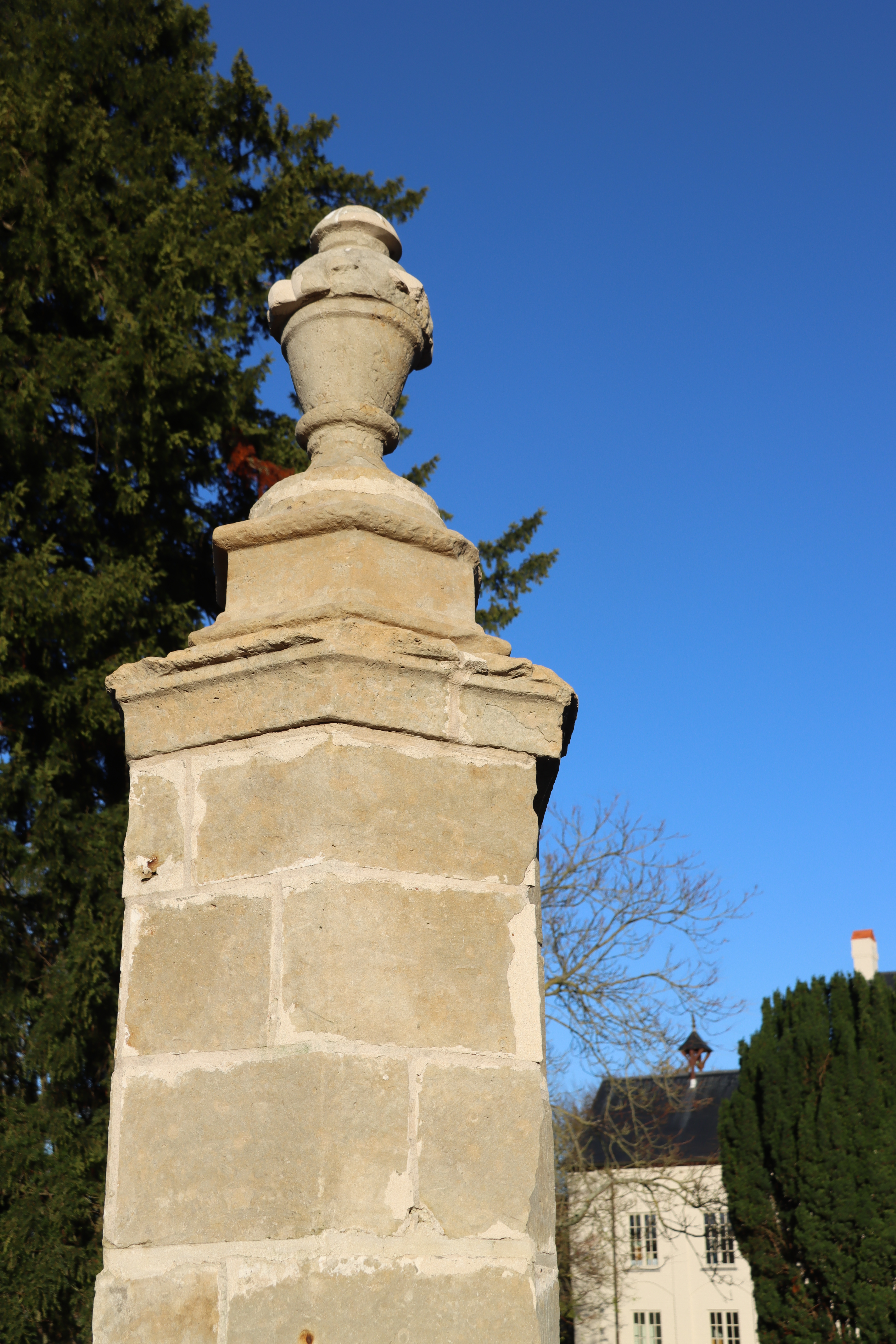
18de-eeuwse siervaas aan de vroegere ophaalbrug
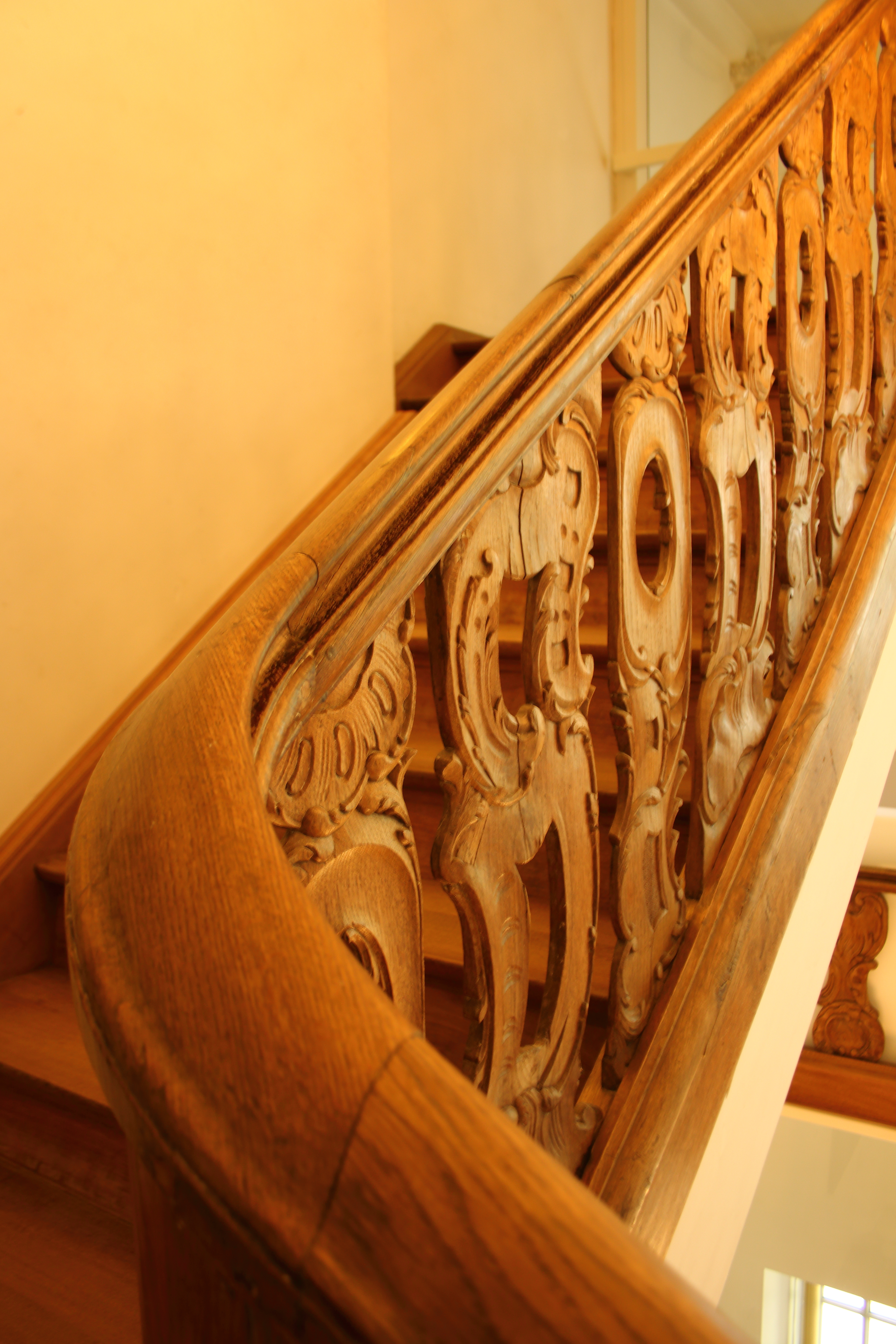
18de-eeuwse bordestrap in rocaillestijl
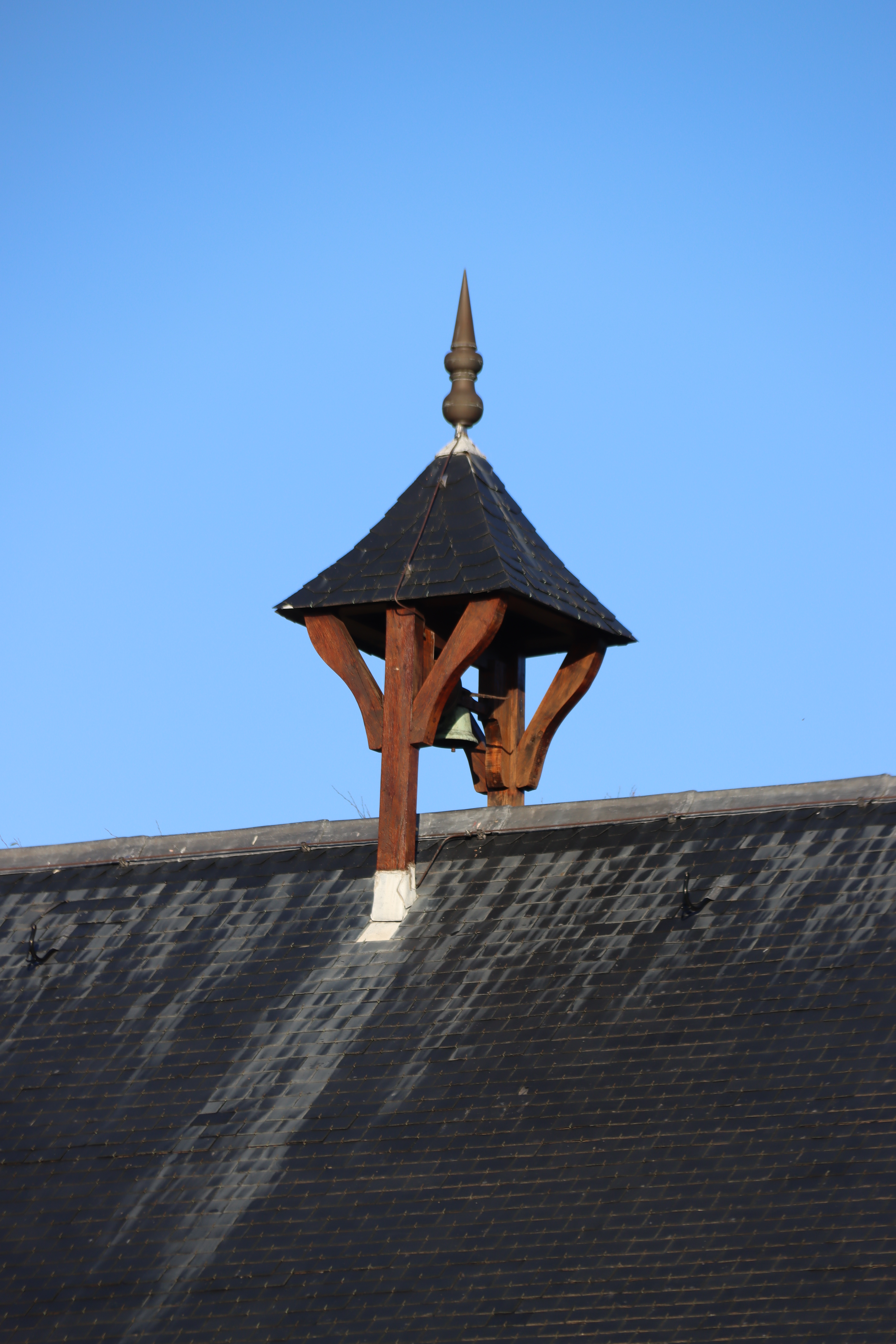
Houten klokkenruiter, vermoedelijk eerste kwart 19de eeuw
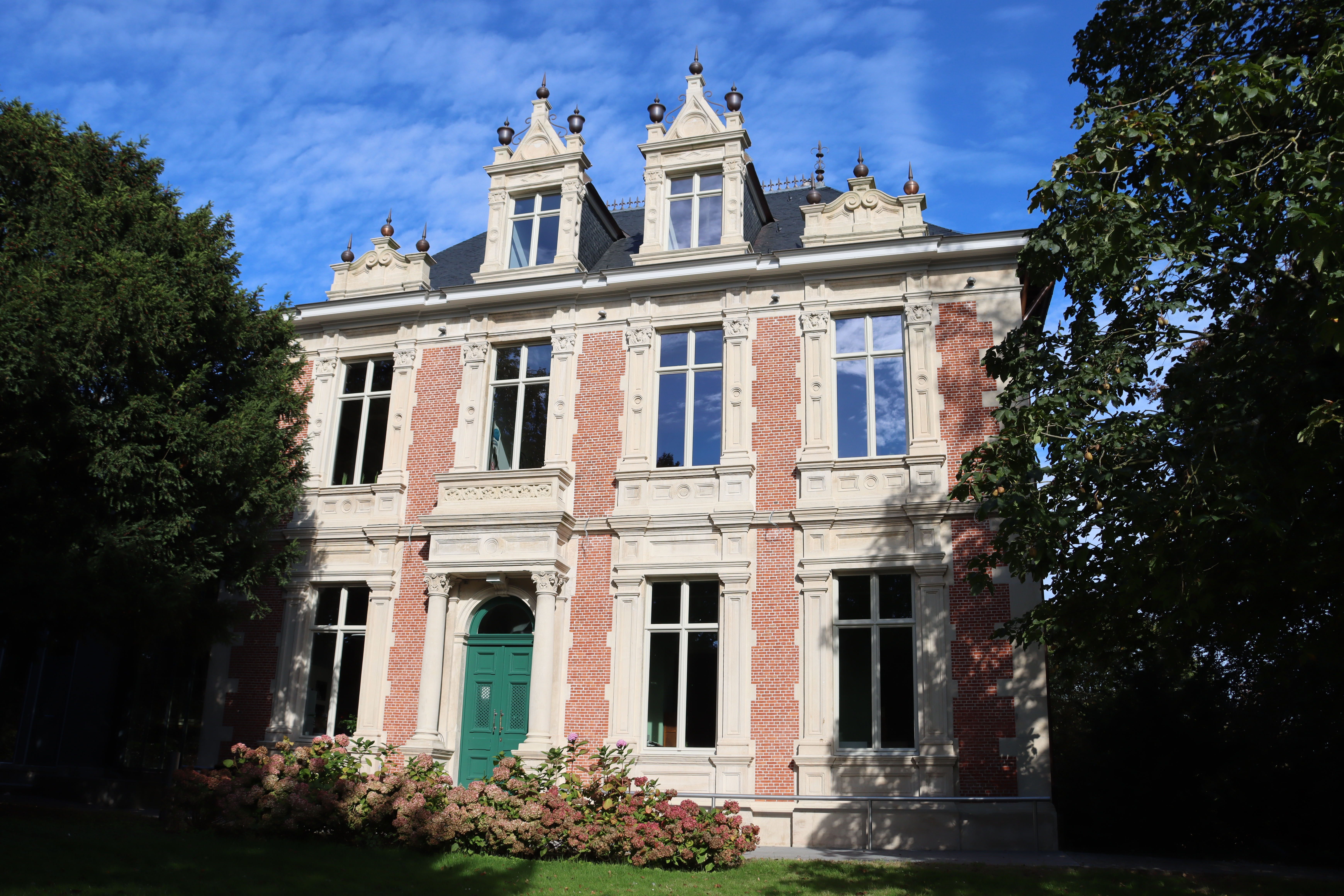
Voorgevel in neorenaissancestijl (1867)
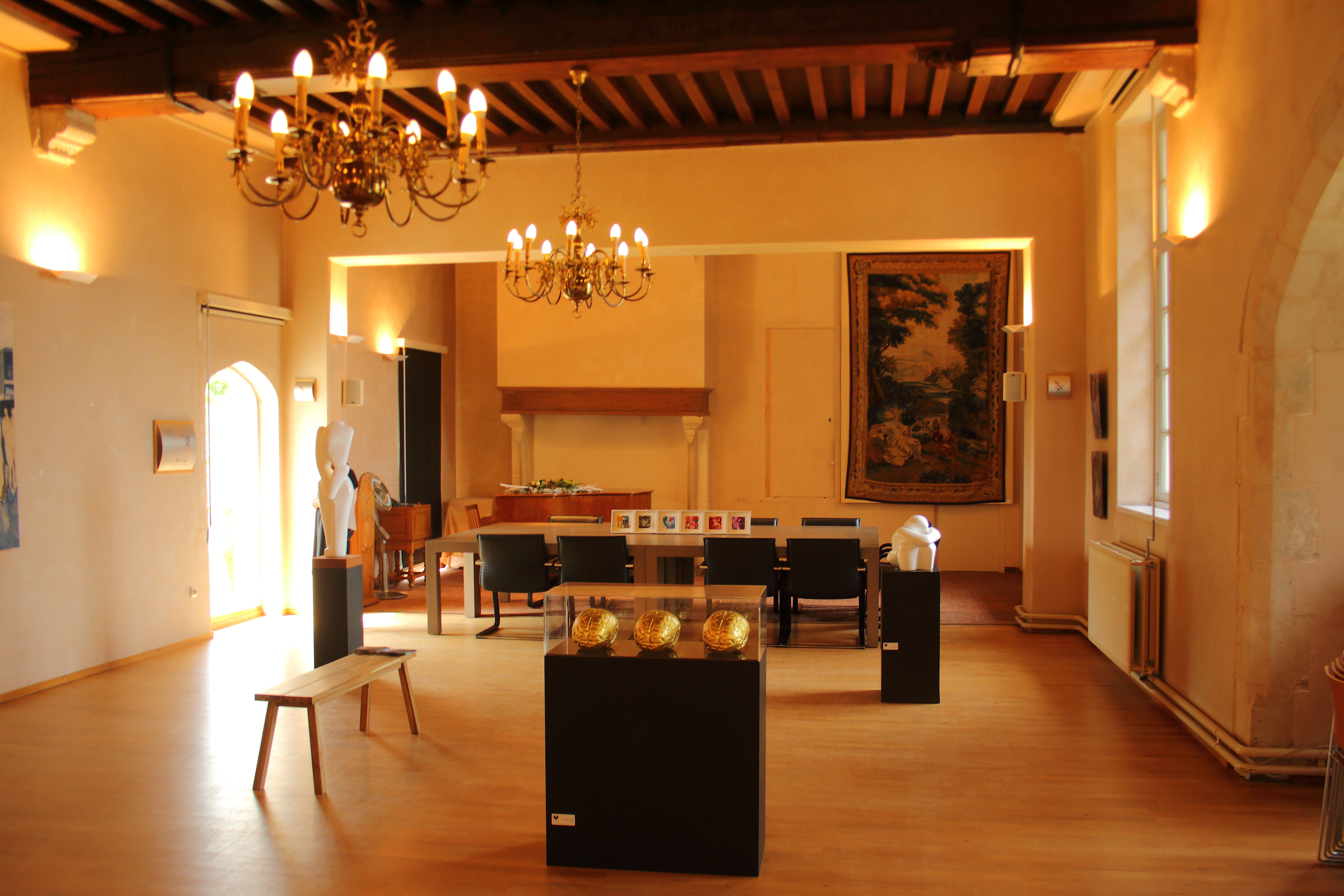
Ridderzaal van het Egmontkasteel
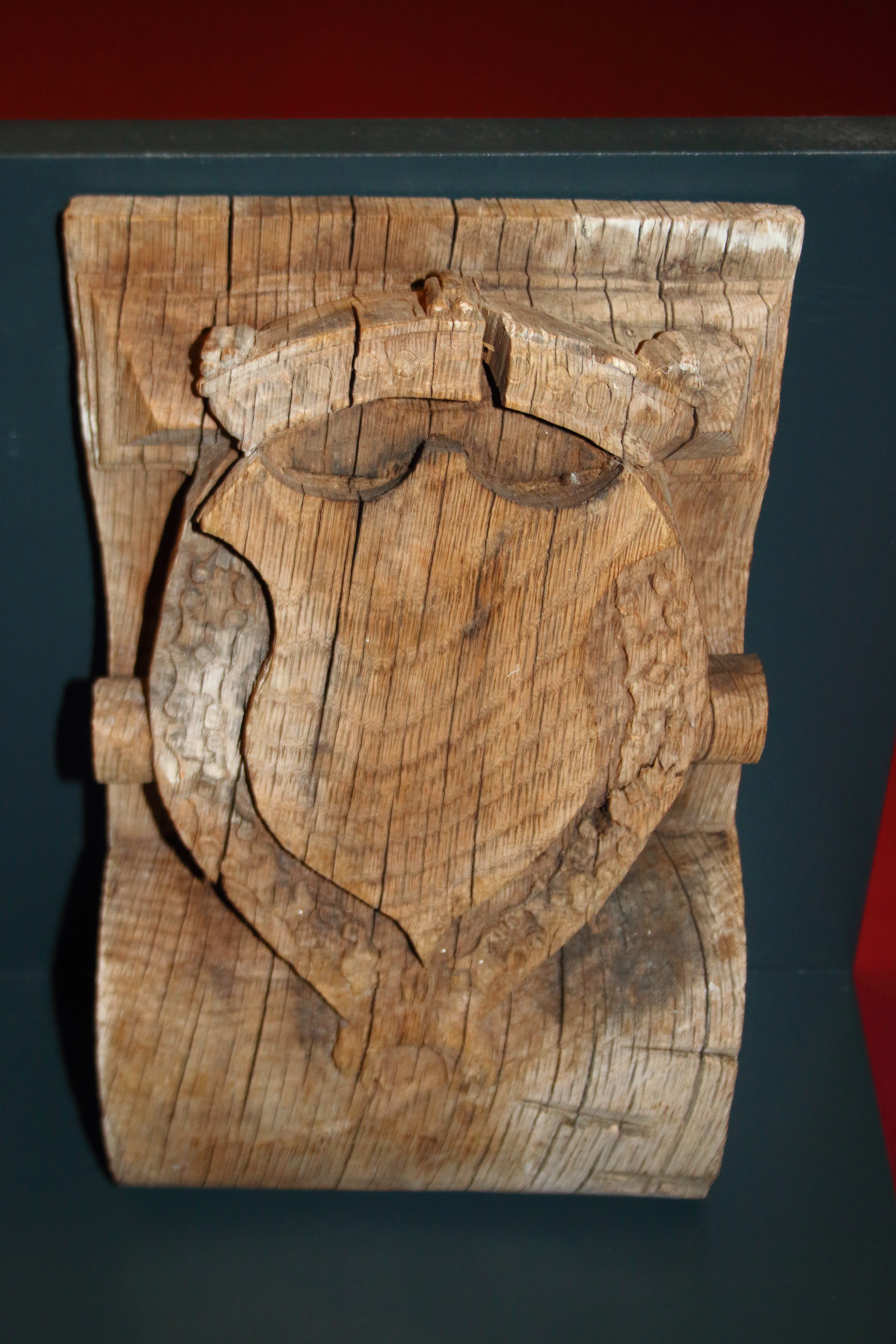
Sleutelstuk moerbalk Ridderzaal met wapenschild Lamoraal van Egmont
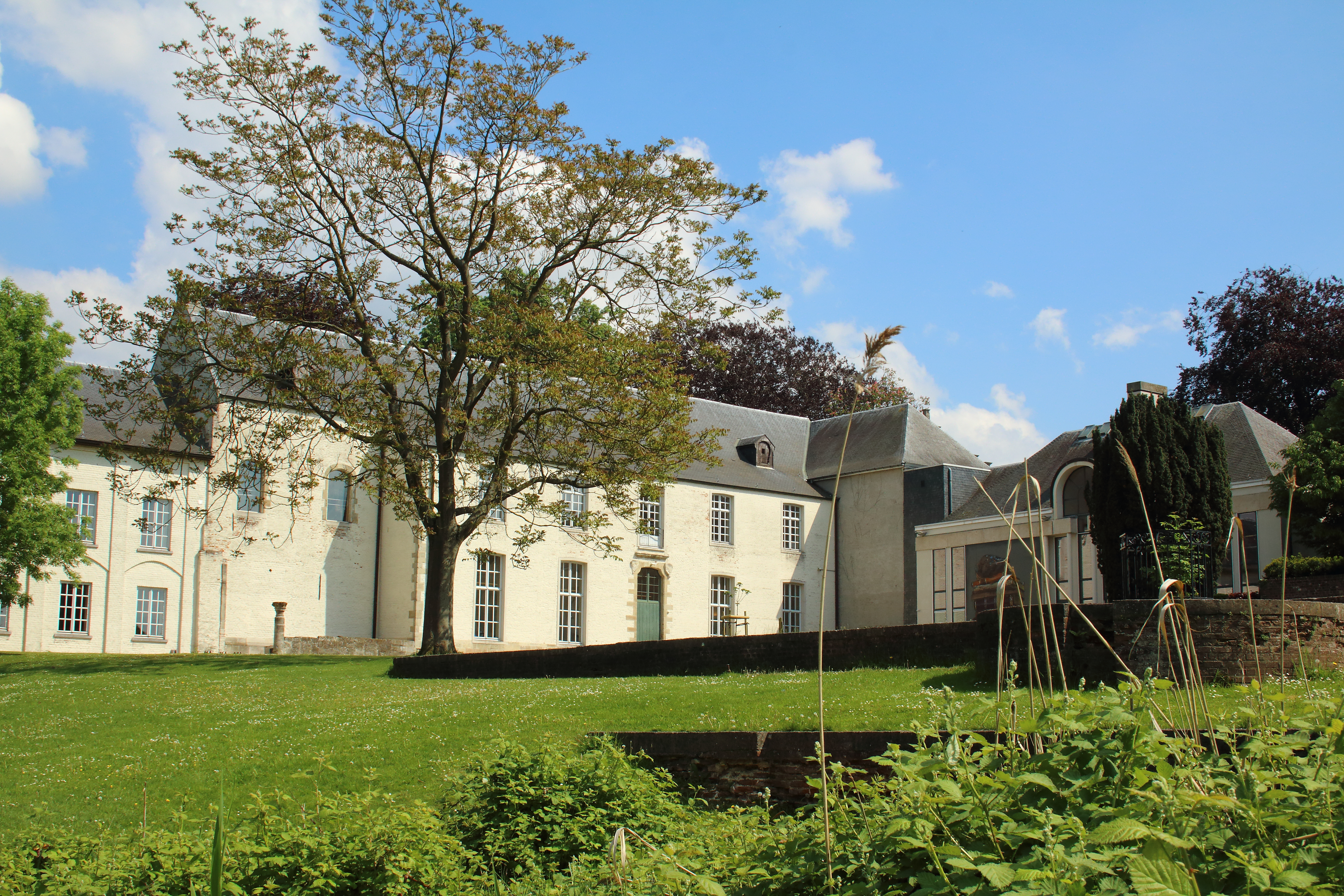
18de-eeuwse westelijke aanbouw op de plaats van de voormalige laatgotische dubbele gaanderij
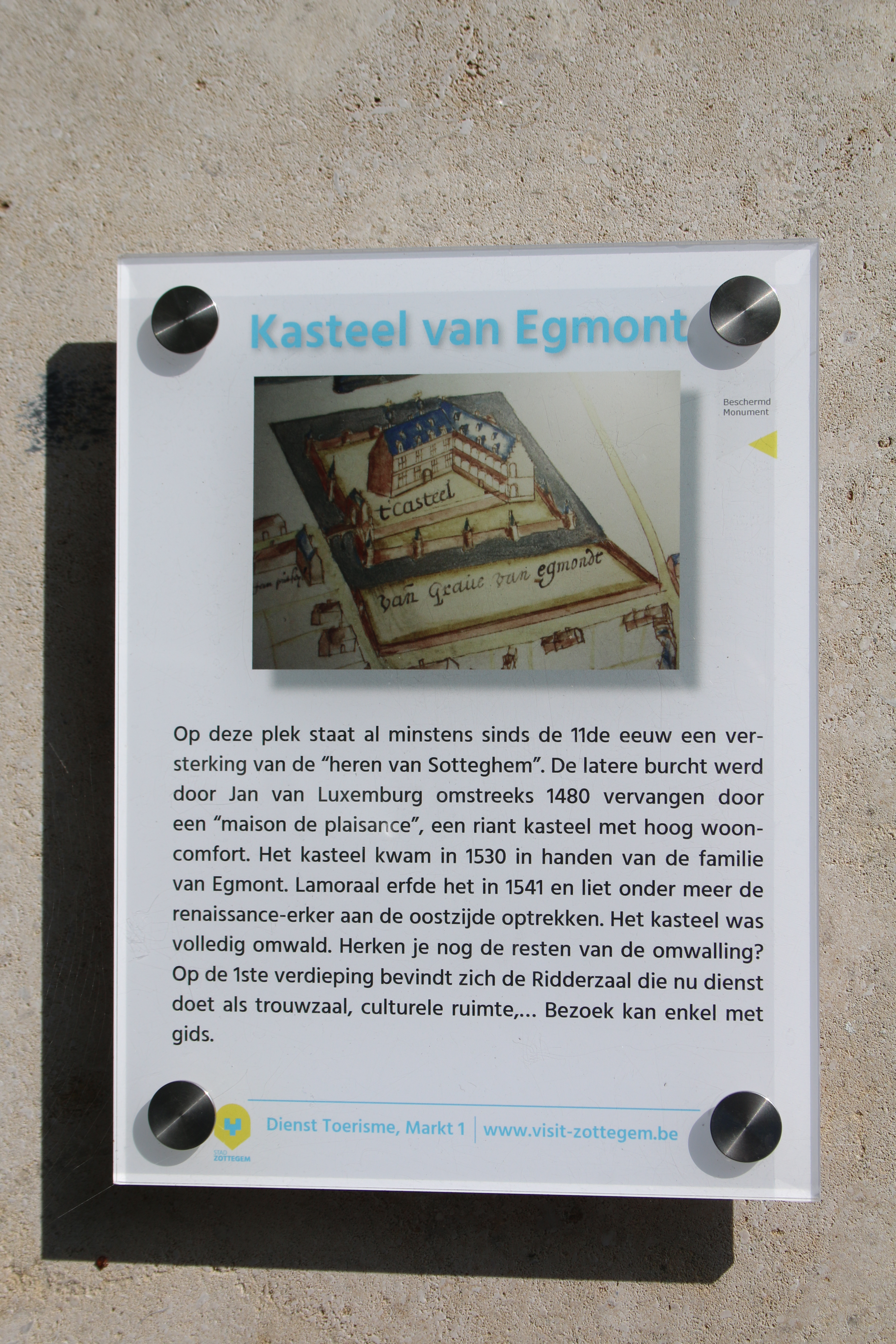
Infobord
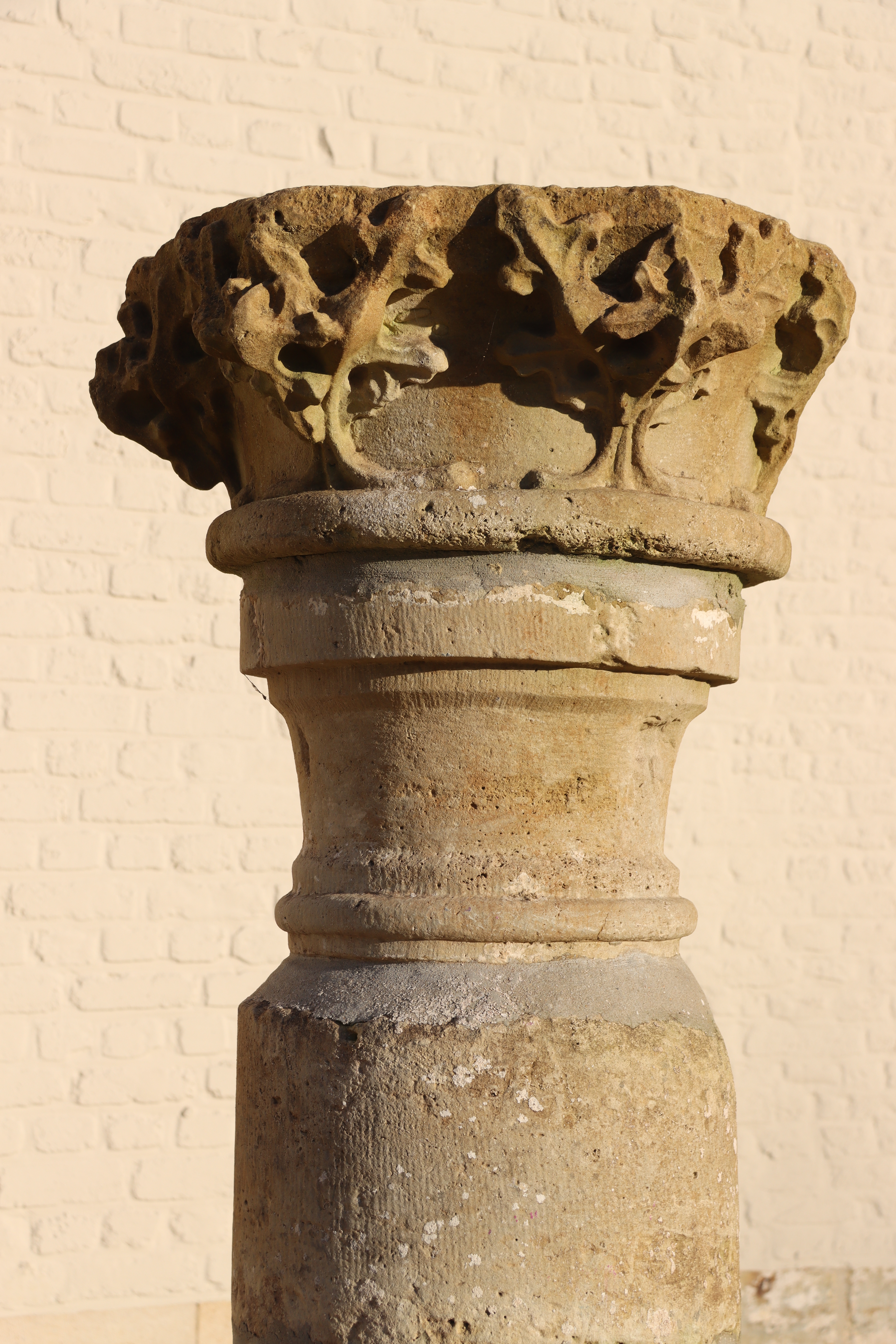
Zuilfragment
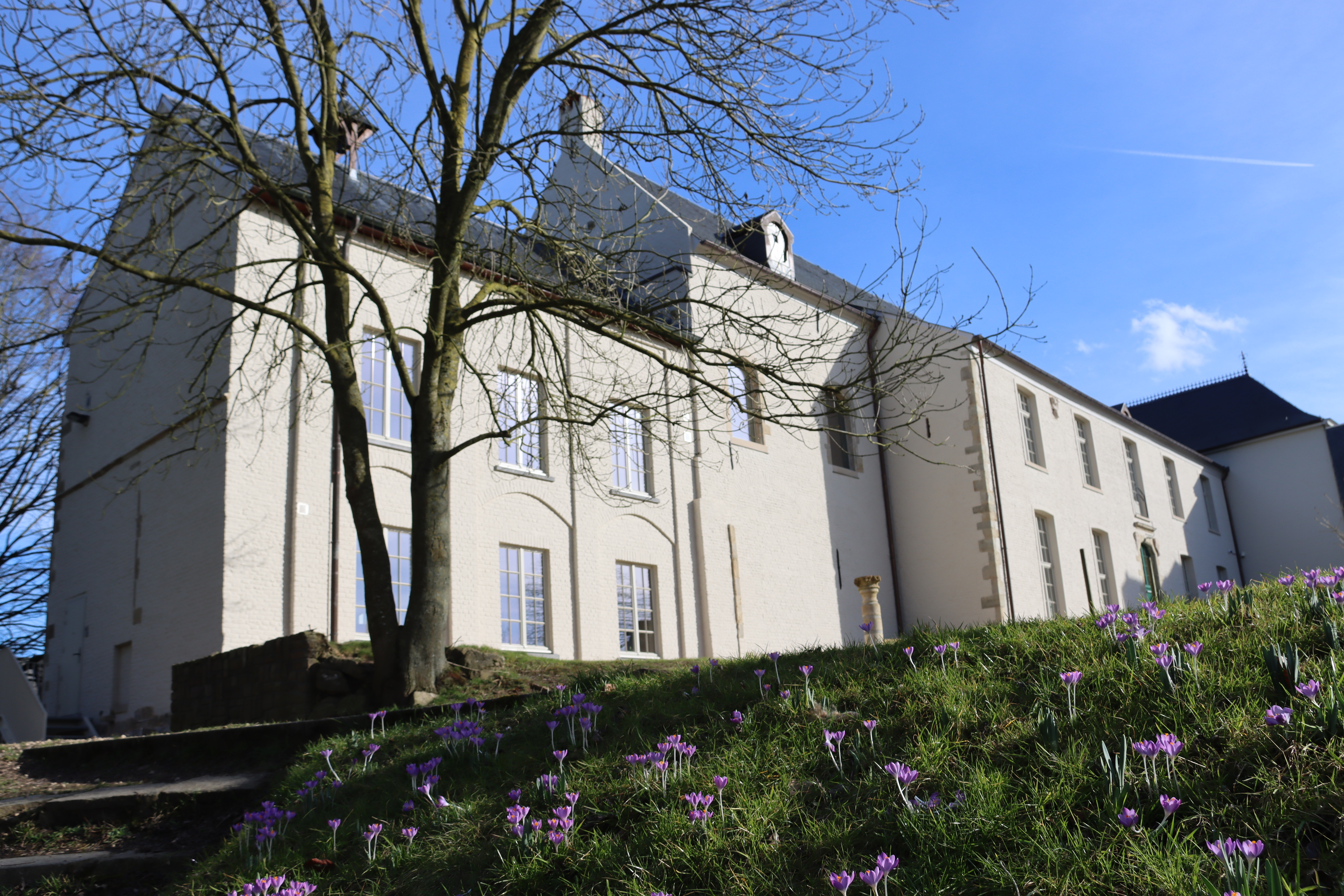
Achterzijde Egmontkasteel